# Цой, Виктор Робертович

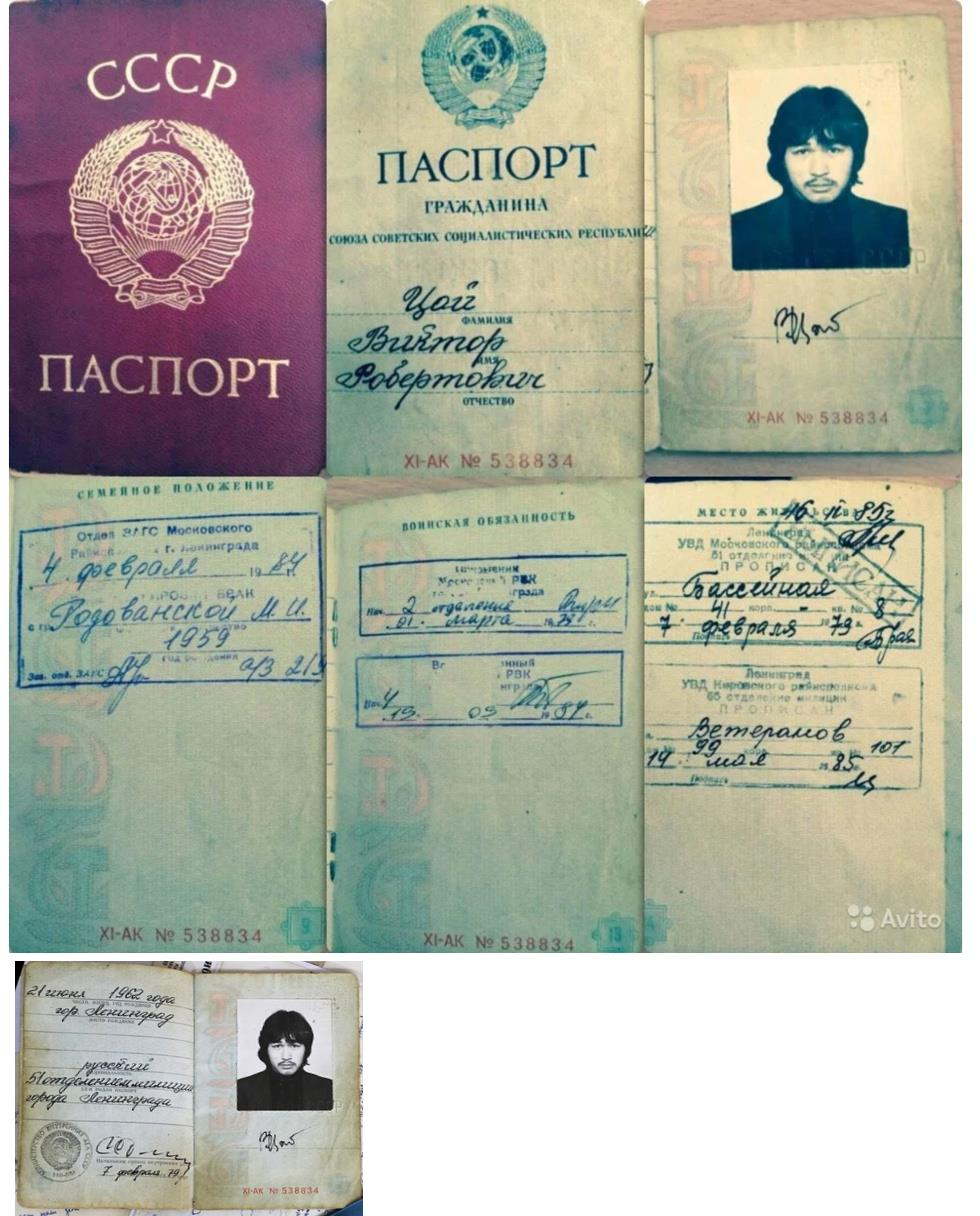
Советский паспорт XI-АК № 538834, принадлежавший Виктору Цою, 7 февраля 1979 года

Ви́ктор Ро́бертович Цой (21 июня 1962, Ленинград, СССР — 15 августа 1990, 35-й километр трассы Р-126 Слока — Талси, Тукумский район, Латвийская ССР, СССР) — советский рок-музыкант, автор песен, поэт, художник и актёр корейско-русского происхождения.
Основатель и лидер рок-группы «Кино», входившей в состав «Ленинградского рок-клуба» и изначально имевшей название «Гарин и Гиперболоиды»; до этого являлся участником групп «Палата № 6» и «Автоматические удовлетворители». Один из самых влиятельных и известных советских рок-музыкантов; Цой сам писал все тексты и исполнял все песни на концертах группы «Кино», распавшейся после его смерти.
Первый альбом группы «Кино» под названием «45» вышел в 1982 году. Всего группа выпустила за период своего существования 8 альбомов; последний вышел уже после смерти её лидера. Состав группы, при записи первого альбома состоявший только из Виктора Цоя и Алексея Рыбина, изменялся несколько раз и окончательно сложился к 1985 году; в него, кроме Цоя, вошли Юрий Каспарян, Георгий Гурьянов и Игорь Тихомиров.
Группа «Кино» породила так называемый феномен «киномании»; сегодня творчество Цоя не утратило среди современных слушателей значимости и популярности.
Специфика творчества Цоя предопределена тем, что он является носителем двух концептуальных картин мира — русской и корейской (восточной). На его творческое становление немалое влияние оказал актёр Брюс Ли, кинообразу которого он подражал.
Помимо музыкальной деятельности Цой снялся в восьми фильмах. После исполнения роли Мо́ро в фильме «Игла» журнал «Советский экран» назвал Виктора лучшим актёром 1989 года.
15 августа 1990 года Виктор Цой погиб в автокатастрофе на 35-м километре автодороги Р-126 Слока — Талси в Тукумском районе Латвии. Похоронен на Богословском кладбище в Санкт-Петербурге.

## Биография и карьера

### Ранние годы
Виктор Цой родился 21 июня 1962 года в Ленинграде (ныне — Санкт-Петербург). Он был единственным ребёнком в семье инженера корейского происхождения Роберта Максимовича Цоя и преподавательницы физкультуры Валентины Васильевны Цой (фамилия при рождении Гусева), русской по национальности. Всё своё детство музыкант провёл в родном городе, в окрестностях Московского парка Победы; Виктор родился в располагающемся внутри парка роддоме на Кузнецовской улице (сейчас это кардиоцентр). Его семья до 1990-х годов жила в примечательном «генеральском доме» на углу Московского проспекта и Бассейной улицы (сейчас это памятник архитектуры). Тогда Виктор учился в близлежащей школе на улице Фрунзе, где работала его мать. В 1973 году родители Цоя развелись, но через год повторно вступили в брак.
В 1974—1977 годах Виктор посещал среднюю художественную школу, где появилась группа «Палата № 6» во главе с Максимом Пашковым. В это же время Цой написал свои первые тексты — песни под названиями «Вася любит диско» и «Идиот» (никогда нигде не исполнялась, но позже эта песня станет песней «Бездельник 2: с лицом нахала»). Единственной дошедшей до наших дней записью группы «Палата № 6» является запись альбома «Слонолуние». После исключения за неуспеваемость из Ленинградского художественного училища имени В. А. Серова (ныне — Санкт-Петербургское художественное училище имени Н. К. Рериха) Виктор Цой поступил в СГПТУ-61 на специальность резчика по дереву; он умел профессионально вырезать из дерева фигурки нэцкэ.
Был поклонником Михаила Боярского и Владимира Высоцкого, позднее — Брюса Ли, имиджу которого начал подражать. Увлекался восточными единоборствами и часто дрался «по-китайски» вместе с Юрием Каспаряном.
В основном, тексты (на английском) и музыку писал я, а Витя очень помогал с аранжировками. У него с детства просто отличный вкус. Он выдавал интересные пассажи на гитаре, но первое время очень стеснялся петь.— Максим Пашков

### Семья и происхождение
Фамилия Цой (хангыль — 최) является одной из самых известных корейских фамилий и уходит в глубокую древность. Предки Виктора Цоя жили в городе Вонджу, находящемся в провинции Канвондо на востоке Корейского полуострова (ныне Республика Корея). Фамилия в переводе с корейского языка означает «высота». Прадед, Цой Ён Нам (1893—1917) родился в рыбацкой деревне Сонджин (ныне город Кимчхэк, провинция Хамгён-Пукто, КНДР) и в 1907 году переехал во Владивосток, где женился на Анне Васильевне Югай.
Прадед по материнской линии, крестьянин Филимон Алексеевич Гусев (1880—1939), родился в деревне Исаковщина Городокского уезда Витебской губернии, служил в 86-м пехотном Вильманстрандском полку, участвовал в русско-японской войне 1904—1905 годов, остался на сверхсрочную службу в чине фельдфебеля. Во время нахождения в гарнизоне в Старой Руссе познакомился с 16-летней крестьянкой близлежащей деревни Козона Агафьей Силиной, с которой 21 января 1907 года обвенчался в полковой церкви. Дед, Василий Филимонович Гусев (1910—1974) — один из шестерых детей Филимона Гусева и Агафьи Антоновны Силиной. Он работал кузнецом, в Ленинграде пережил блокаду.

#### Семья при рождении
- Дед — Максим Максимович Цой (Цой Сын Дюн (кор. 최승준); 1914, Владивосток — 1985) — кореец по национальности[30]. Работал учителем начальных классов владивостокской школы № 8. В 1936 году женился на Ким Хе Ден, (1917, Владивосток — ?), она пела в хоре корейского радиовещания Приморского облрадиокомитета. Из-за ожидающейся войны с Японией в 1937 году вместе с другими корейцами были депортированы в город Кзыл-Орду Казахской ССР. С 1943 по 1958 год служил в контрразведке НКВД и КГБ, майор. У них было четыре сына: Юрий, Роберт (отец Виктора), Леонид и Лев, а также дочь Алла. Таким образом, со стороны отца у Виктора Цоя было 3 родных дяди и одна тётя[27][31].
- Отец — Роберт Максимович Цой (Цой Тон Ер (кор. 최동열); род. 5 мая 1938) — инженер. Родился в городе Кзыл-Орда, куда за год до этого вследствие депортации попала его семья (старший брат Юрий родился ещё на Дальнем Востоке)[30]. В Ленинград приехал с намерением поступить в Балтийский государственный университет «Военмех», хотя русский язык знал не очень хорошо. Разводился с женой (матерью Виктора) несколько раз, но остался с ней до её смерти; женился снова через год после того, как она умерла. Показал Виктору первые аккорды на гитаре, когда тот учился в 5 или 6 классе; впоследствии высказался так: «Это уже было, когда ему 14-15 лет исполнилось. Ломка голоса, он уже тогда начал группы сколачивать. Сначала дворовые с друзьями, а потом — в Серовском (художественное училище имени В. А. Серова), и тут уже он начал вокалом заниматься. Я помню, закроется в ванной и голосит там. Один раз он там заперся и тут мы пришли. Я слышу, из ванной какой-то вой идёт, а это он там тренировался — голос ставил. Не зря, видно… Чувствовал, наверное, потребность». В 2009 году сыграл отца главного героя Моро в фильме «Игла Remix». У Роберта Максимовича появился и второй сын (по его словам, приблизительно в 1990 году) по имени Леонид — брат Виктора, однако братья так и не успели увидеться[30][27][32][33][34].
- Мать — Валентина Васильевна Цой (при рождении Гусева; 8 января 1937 — 28 ноября 2009) — преподавательница физкультуры, родившаяся в Ленинграде и скончавшаяся там же в 2009 году. С отцом Виктора познакомилась в канун Нового года в 1961 году и уже 13 февраля 1962 года узаконила с ним свои отношения[35][36].

#### Своя семья и дети

Виктор Цой с женой и сыном, 1985 год

- Жена — Марьяна (Марианна) Цой (1959—2005). Когда Виктор и Марьяна познакомились на одном из квартирников 5 марта 1982 года, ей было 23 года, а ему — 19 лет. В то время Марьяна была заведующей постановочной части цирка. Услышав песни Цоя, она решила помогать ему в продвижении группы «Кино». Брак заключили 4 февраля 1984 года[37] после двух лет отношений[38][39]. Когда Виктор познакомился с Наталией Разлоговой, он сразу же заявил Марьяне, что влюбился в неё[25]; в дальнейшем он ушёл к Наталье, переехав в Москву, однако официально супруги так и не развелись. Скончалась 27 июня 2005 года от тяжёлой болезни, похоронена на Богословском кладбище в Санкт-Петербурге недалеко от могилы Виктора[36].
- Сын — Александр Цой (род. 1985) — единственный ребёнок Виктора, работает программистом[40]. С пяти лет пишет стихи, общеобразовательную школу не окончил. В декабре 2010 года официально оформил отношения с Еленой Осокиной[33]. Долгое время не давал никаких интервью и скрывался под фамилией Молчанов; в своём первом интервью (июнь 2012, «Москва-24») рассказал, что является директором своего клуба «da:da:»[41], пишет музыку и зарабатывает как дизайнер-оформитель[42]. Был гитаристом в группе Para bellvm[41][36].
- Последняя любовь Виктора Цоя — Наталия Разлогова (род. 1956) — киновед и переводчица с французского языка, сестра известного киноведа Кирилла Разлогова; Цой познакомился с ней на съёмках одного из фильмов и сразу влюбился. Наталия была возлюбленной Виктора в последние три года его жизни. После смерти Цоя вышла замуж за журналиста Евгения Додолева и уехала в США[25][43].

### Музыкальная карьера

#### «Палата № 6» и «Автоматические удовлетворители»

Алексей Рыбин и Виктор Цой выступают на сцене в образе «новых романтиков», 1982 год

В конце 1970-х годов Виктор Цой, с подачи одного из приятелей Максима Пашкова, познакомился с Андреем Пановым, в гостях у которого впоследствии познакомился и с Алексеем Рыбиным. В то время Рыбин выступал с хард-роковой группой «Пилигримы», а Цой играл на бас-гитаре в ещё существовавшей группе «Палата № 6» (всего она существовала пять лет). Между ними началось тесное общение. По воспоминаниям музыкантов, Цой в юности был очень зажатым; играл на бас-гитаре, но своих текстов не писал. Андрею Панову и его компании, с которой Цой тогда виделся каждый день, всё же удалось уговорить его начать писать собственные тексты. Однажды родители Цоя уехали на юг и оставили сыну 90 рублей, чтобы он тратил около трёх рублей в день, однако Виктор вместо этого немедленно купил двенадцатиструнную гитару, потратив почти все деньги, после чего и появились его первые тексты.
Виктор Цой и Алексей Рыбин в составе панк-группы Андрея Панова под названием «Автоматические удовлетворители» в 1981 году ездили в Москву и играли панк-рок-металл на подпольных концертах Артемия Троицкого, что особенно сблизило двух молодых музыкантов. Несмотря на то, что исполненная в Москве первая песня Цоя под названием «Вася любит диско» никого не впечатлила, он продолжил писать тексты и впоследствии написал песню «Мои друзья». Она стала его третьей по счёту и первой широко известной песней, в то время являясь даже его своеобразной «визитной карточкой». На одном из концертов песня привлекла внимание Артемия Троицкого и настолько его впечатлила, что он рассказывал о ней многим музыкантам, в том числе и Борису Гребенщикову, однако Борис не придал словам Артемия большого значения. Знакомство Цоя и Гребенщикова произошло тогда, когда его группа «Аквариум» возвращалась с одного из квартирных концертов в Петродворце; тогда он и услышал песню «Мои друзья», поразившую его.
Постепенно компания Андрея Панова перестала интересовать Цоя и Рыбина, а в итоге и вовсе стала им неприятна; они сблизились с Майком Науменко и Борисом Гребенщиковым, став так называемыми «новыми романтиками». По мнению многих людей, знавших Цоя, именно Науменко, популярность которого в то время была значительной, стал для него первым «гуру», а когда Цой достиг определённого уровня в музыке, Майк «передал его Борису». Виктор показывал Майку все свои новые песни и говорил о близости его и своих взглядов на жизнь:
Если говорить о философии или взгляде на жизнь, то мне очень близок Майк, когда он говорит „Живи, как живётся“. Другими словами, то же самое говорится в „Дао дэ Цзин“, где излагается принцип недеяния, но это не означает призыва лежать на спине и плевать в потолок…

#### «Гарин и гиперболоиды»

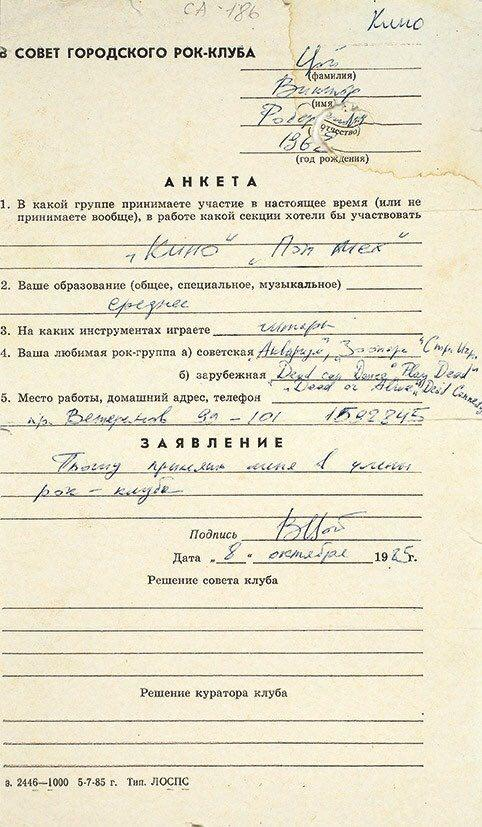
Анкета Виктора Цоя для вступления в «Ленинградский рок-клуб»

Общение между Виктором Цоем и Алексеем Рыбиным продолжалось, затем в их компанию влился и Олег Валинский. Все трое решили поехать летом 1981 года на отдых в Крым; там, распевая на берегу моря песни, они решили основать собственную группу под названием «Гарин и Гиперболоиды»; это название появилось благодаря Борису Гребенщикову, когда Цой спросил у него совета по поводу того, как назвать группу. Вернувшись в Ленинград, они начали вдохновлённо репетировать. Ни о какой концертной деятельности состав тогда не думал, но Борис Гребенщиков, услышав первые песни группы, решил, что нужно во что бы то ни стало их записать. Уже 30 января 1982 года группа была принята в члены «Ленинградского рок-клуба».

#### «Кино»

##### Первый альбом
Вскоре Олега Валинского призвали в армию, а группа «Гарин и Гиперболоиды» сменила название на «Кино» и весной 1982 года приступила к записи своего дебютного альбома. Песни записывались на студии Андрея Тропилло в Доме юного техника под руководством Бориса Гребенщикова. В записи принимали участие музыканты из группы «Аквариум»; с ними же «Кино» дала свой первый электрический концерт в «Ленинградском рок-клубе». Всё выступление шло под драм-машину, а под песню «Когда-то ты был битником» из-за кулис на сцену выскочили Борис Гребенщиков, Майк и Игорь «Панкер» Гудков. К лету альбом был полностью завершён. Продолжительность его звучания составила 45 минут, откуда и появилось название «45», однако незадолго до выпуска из окончательного варианта была убрана песня «Я — асфальт» продолжительностью в три минуты (её, однако, можно найти в переиздании альбома от 1996 года, где она прилагается в качестве бонус-трека).
Запись получила некоторое распространение: о группе заговорили, начались квартирные концерты в Москве и Ленинграде. Вместе с будущим барабанщиком группы «Зоопарк» Валерием Кириловым осенью этого же года группа «Кино» записала в студии Андрея Кускова несколько песен, в том числе «Весна» и «Последний герой», вошедшие в сборник «Неизвестные песни Виктора Цоя» (всего вышло четыре издания этого сборника). Тогда запись была забракована и распространения не получила, так как Цой забрал ленту себе.
19 февраля 1983 года прошёл совместный электрический концерт групп «Кино» и «Аквариум». Музыканты выступали с тёмным макияжем и в костюмах со стразами; они исполняли песни «Электричка», «Троллейбус» и «Алюминиевые огурцы». В основной состав был приглашён Юрий Каспарян. Весной из-за разногласий с Цоем Алексей Рыбин покинул группу, и лето ушло на совместные репетиции с новым гитаристом. В результате этого Цой и Каспарян записали альбом «46», который изначально задумывался как демозапись «Начальника Камчатки». Алексей Вишня «скинул» запись нескольким друзьям на плёнку, и в итоге «46» получил широкое распространение; он был воспринят как полноценный альбом.
Осенью 1983 года Виктор Цой, слегка порезав руки (известно, что Виктор не переносил вида крови), попал на обследование в психиатрическую больницу на Пряжке, где провёл полтора месяца, избегая призыва в армию, что ему удалось, хоть лечащие врачи и заподозрили обман. После выписки из психиатрической лечебницы Цой написал песни «Транквилизатор» и «Я иду по улице». Некоторые люди, знавшие Цоя до его попадания в лечебницу, например, его жена Марьяна утверждают, что нахождение там сильно сказалось на музыканте, и из лечебницы он вышел «другим».
Нужно было косить под маниакально-депрессивный психоз. Порезать вены посильнее. У Марьяны был договор с кем-то из знакомых, что Цоя туда возьмут, но нужно было что-то показать „скорой“… А Цой терпеть не мог крови, для него порез на пальце — уже трагедия. Он же гитаристом был. В общем, вызвали „скорую“, приехали врачи, а Цой сидит такой от смущения розовый, на руках он себе нацарапал слегка так… И всё же его забрали.— Юрий Каспарян
Весной 1983 года Цой выступил на втором фестивале «рок-клуба», где группа «Кино» получила лауреатское звание, а песня «Я объявляю свой дом безъядерной зоной», открывшая фестиваль, была признана лучшей антивоенной песней фестиваля 1984 года.

##### Второй состав «Кино»

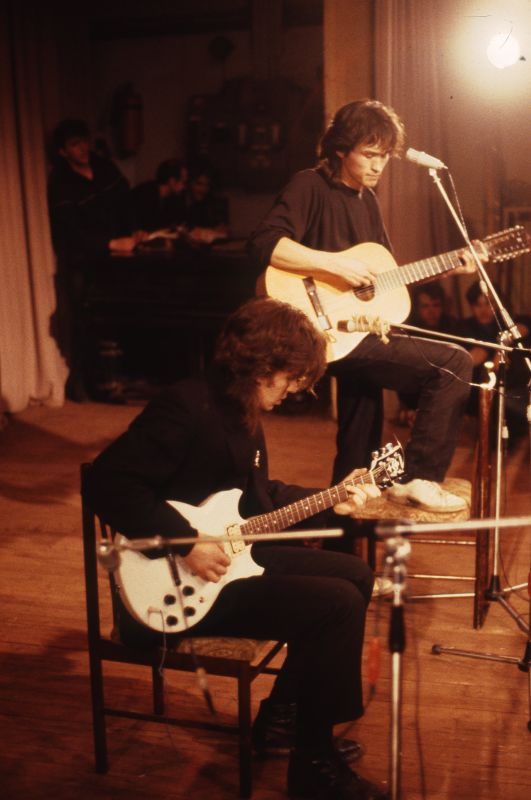
Юрий Каспарян и Виктор Цой на концерте в Ленинграде, 1986 год

Ко второй половине 1984 года был сформирован второй состав группы, в который вошли Виктор Цой (гитара, вокал), Юрий Каспарян (гитара, вокал), Георгий Гурьянов (барабаны, вокал) и Александр Титов (бас, вокал; осенью 1985 года его заменил Игорь Тихомиров).
В первой половине 1984 года в студии Андрея Тропилло «АнТроп» началась запись альбома «Начальник Камчатки», в которой, кроме Цоя, участвовали Борис Гребенщиков и Сергей Курёхин.
Весной 1985 года группа «Кино» стала лауреатом третьего фестиваля «Ленинградского рок-клуба», тогда же группа начала работать над альбомом «Ночь». Работа над записью затянулась из-за желания создать новую музыку с новыми приёмами игры. Альбом никак не получался, и Виктор бросил «Ночь» недоделанной, после чего в студии Алексея Вишни занялся записью альбома «Это не любовь», который получилось записать всего за неделю с небольшим. К осени альбом «Это не любовь» был сведён и удачно разошёлся по стране, а в январе 1986 года вышел и альбом «Ночь», среди песен которого были известные «Мама — Анархия» и «Видели ночь». Параллельно с выходом альбома росла и популярность Виктора Цоя, а в феврале на 4-м фестивале «рок-клуба» группа «Кино» получила диплом за лучшие тексты.
Летом 1986 года Виктор работал в бане на проспекте Ветеранов, где мыл помещения из пожарного ствола. Необходимо было приходить на один час в день, но с 22 до 23 часов, что ему мешало, так как Цой проводил это время суток с группой.
Летом все участники «Кино» уехали в Киев на съёмки фильма Сергея Лысенко «Конец каникул», а чуть позже дали совместный концерт с «Аквариумом» и «Алисой» в ДК МИИТ в Москве. Осенью Сергей Фирсов пригласил Цоя работать кочегаром; Цой согласился, и они оба начали работать в котельной «Камчатка», откуда вышли многие знаменитые рок-музыканты.
Вопрос из зала: — Считаете ли вы себя „звездой“ ленинградского рока?
Ответ В. Цоя: — Трудно считать себя „звездой“ и работать в котельной.
В котельной режиссёр Рашид Нугманов организовал съёмки своего короткометражного фильма «Йя-Хха», там же прошли съёмки документального фильма Алексея Учителя «Рок»; обе картины — при участии Виктора Цоя. Осенью и зимой в Ялте проходили съёмки фильма Сергея Соловьёва «Асса».
27 июня в Америке, благодаря Джоанне Стингрей, был выпущен альбом Red Wave («Красная волна») тиражом в 10 000 экземпляров, целая сторона одного из дисков которого была отдана песням группы «Кино».
Весной 1987 года в ДК «МЭЛЗ» состоялась премьера фильма «Асса», в финале которого была исполнена песня «Мы ждём перемен», принятая тогдашним обществом за политическую. В этом же году состоялось и последнее участие группы «Кино» на фестивале «Ленинградского рок-клуба», где она получила приз «За творческое совершеннолетие».
Виктор Цой впоследствии высказался так:
…В наших песнях нет никаких сенсационных разоблачений, но люди по привычке и здесь пытаются найти что-то эдакое, и в результате „Перемены“ стали восприниматься как газетная статья о перестройке, хотя я её написал давно, когда и речи не было ни о какой перестройке, и совершенно не имел в виду никаких перестроек. Конечно, это не очень хорошо, но я думаю и надеюсь, что всё станет на свои места.
На порто-студии Yamaha MT44 группа «Кино» начала записывать альбом «Группа крови». Осенью 1987 года Цой улетел в Алма-Ату на съёмки фильма Рашида Нугманова «Игла», в связи с чем группа завершила запись альбома и на время прекратила концертную деятельность. В 1988 году состоялись премьера «Иглы» и выход альбома «Группа крови», которые породили так называемую «киноманию».
20 ноября 1988 года на мемориальном концерте памяти Александра Башлачёва во дворце спорта «Лужники», на котором присутствовал коллектив группы, внезапно включилась песня Башлачёва «Время колокольчиков» (в записи), которая должна была закончить концерт. Цой объявил зрителям, что, по непонятным причинам, несвоевременно была включена финальная песня и после этого петь и играть уже не очень удобно. Затем он стал собираться уходить, и публика потянулась к выходу. На этом концерте, впервые за всю историю концертов в СССР, из партера были убраны стулья и поднята сцена, как это принято на концертах рок-музыки.
В 1989 году вышел альбом «Звезда по имени Солнце». Цой познакомился с Юрием Айзеншписом, ставшим новым директором группы; к этому же времени она обретает всесоюзную популярность.
На телевидении Цой дебютировал в октябре 1989 года в программе «Взгляд», о чём рассказано в книге «„Взгляд“ — битлы перестройки». В ходе передачи музыкант не только пел (им были исполнены песни «Песня без слов» и «Невесёлая песня»), но и активно обсуждал все темы, которые поднимались во время программы. На вопрос ведущего о его отношении к кооперации, Цой, назвав своё отношение сложным, ответил, что «кооперация — дело очень нужное», а «единственная проблема — в том, что её упрекают все в спекуляции»:
Я считаю, что, во-первых, у нас государство занимается спекуляцией в особо крупных масштабах. Во-вторых, значит закон такой или власть слабая, если находятся жулики, которые могут его как-то развернуть.
В начале 1989 года все участники группы «Кино» поехали во Францию, где выпустили альбом «Последний герой». Летом Виктор Цой и Юрий Каспарян уехали в США. В США Виктор Цой единственный раз выступил со своими песнями 25 января 1990 года.
В 1990 году Цой вместе с группой отправился на гастрольный тур по стране, начавшийся 5 мая в ДС «Олимпийский» в Москве; тур организовали Юрий Айзеншпис и Олег Толмачёв. 24 июня 1990 года на Большой спортивной арене Центрального стадиона имени Владимира Ленина (ныне — Большая спортивная арена олимпийского комплекса «Лужники») состоялся последний концерт группы «Кино». Цой не горел желанием выступать в «Лужниках», говоря: «Если бы не авторитет газеты, думаю, я не рискнул бы выйти на столь ответственную, а главное, слишком уж громадную площадку…», хотя тут же отмечал, что «выступать на большой спортивной арене — огромнейшая честь каждой группе». По воспоминаниям Юрия Айзеншписа, к 11 часам у «Лужников» уже стояла чуть ли ни километровая очередь, было продано около семидесяти тысяч билетов, что, по словам советской прессы, превысило результаты прошедшего в 1989 году «Музыкального фестиваля мира». Историческое последнее выступление «Кино» было отмечено всеобщим восторгом, а также зажжением Олимпийского огня, зажжённого до этого за всю историю СССР 4 раза. В конце выступления Цой обратился к зрителям, пообещав в скором времени выпустить новый альбом:
Я хотел сказать для тех, кто любит группу „Кино“, что у нас всё в порядке. Мы собираемся летом, в крайнем случае — осенью, начать запись нового альбома. Песни для него уже почти готовы. Петь на концертах я их немного боюсь, потому что с аппаратурой у нас всегда проблема, хотя на этот раз мы, во всяком случае, арендовали самую дорогую… Не знаю, насколько она хорошая… Так что песни появятся, я думаю, осенью.
В начале июля 1990 года Цой, а затем в середине месяца Каспарян уехали на дачу под Юрмалой, где на порто-студии записывали материал для нового альбома. Этот альбом, дописанный и сведённый музыкантами группы «Кино» уже после смерти Цоя, вышел в январе 1991 года и получил символическое название «Чёрный альбом» с соответствующим оформлением обложки.

### Смерть и похороны

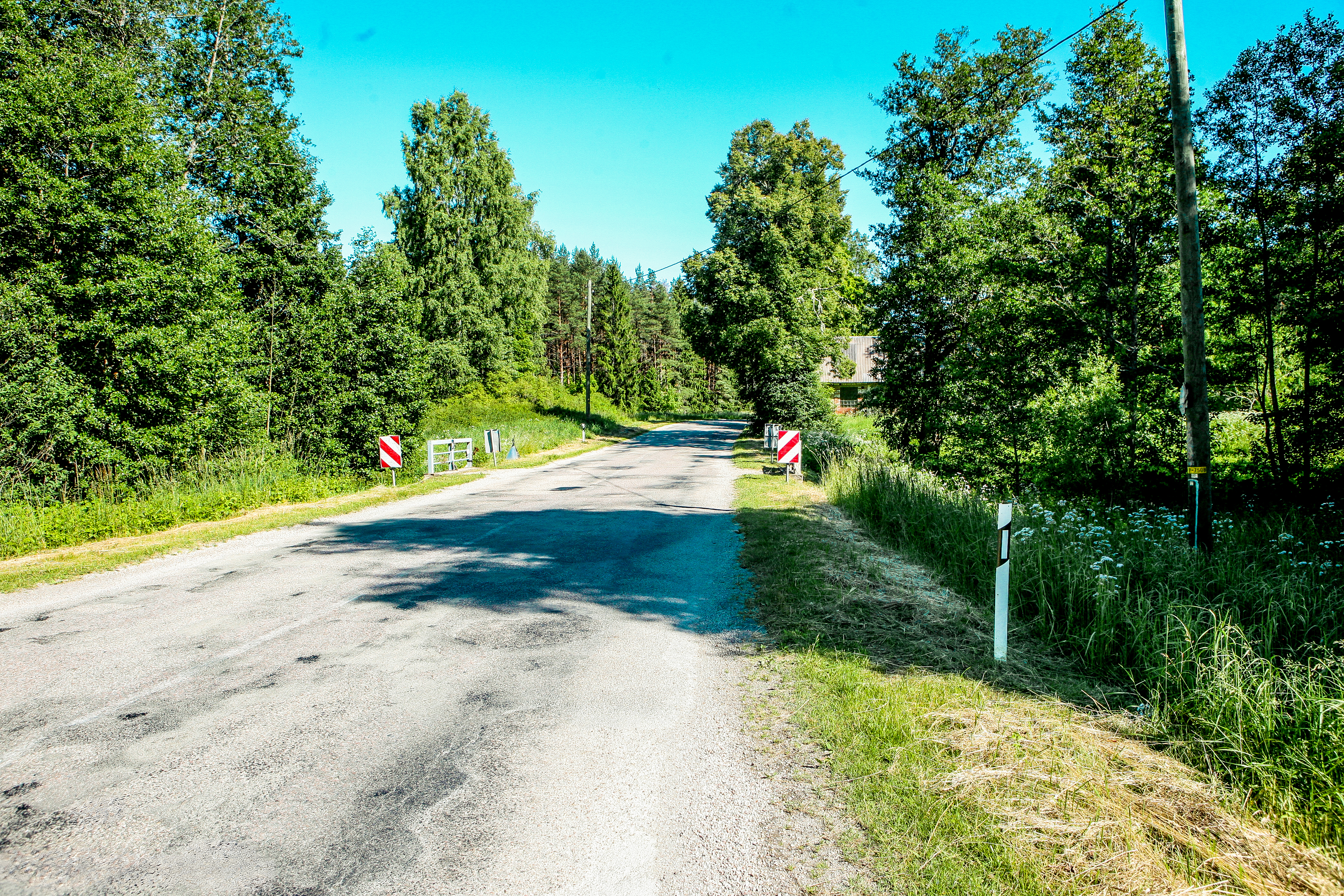
Автомобильная дорога Р128 Слока — Талси (фото 2015 года)

Цой погиб 15 августа 1990 года в автокатастрофе на 35-м километре автомобильной дороги Р-126 (ныне — Р128) Слока — Талси в Тукумском районе Латвии (ныне — Семская волость (латыш. Sēmes pagasts) Тукумского края) в 70 километрах от Риги (координаты: 57°06′55″ с. ш. 23°11′10″ в. д.).
Пребывая в отпуске в Латвии (в посёлке Плиеньциемс) после гастролей, Цой в 6 часов утра отправился порыбачить на небольшое озеро в лесу (возможно, Энгурес или Ридели). Рыбалка заняла 5 часов, и приблизительно в 11 часов утра музыкант отправился домой на своём автомобиле модели «Москвич-2141» (государственный номерной знак — «я 68 32 ММ»). В это же время по той же трассе со скоростью 60-70 километров в час ехал автобус «Икарус-250» государственный номерной знак «0518 ВРН» (иногда его ошибочно принимают за 280-ю модель). Точное время столкновения автобуса с автомобилем Цоя — 11:38. Через две минуты оно было замечено жителями близлежащего дома, ими же была вызвана машина «скорой помощи». По показаниям свидетелей, водитель «Москвича-2141» выглядел мёртвым сразу после столкновения. Тело музыканта было с трудом извлечено из автомобиля; вероятнее всего, он погиб мгновенно.
Прибывшими врачами музыкант был признан погибшим, а тело отправили на судебно-медицинское исследование. Позже выяснилось, что скорость автомобиля Цоя перед столкновением составляла не менее 100 км/ч, что на 10 км/ч превышало допустимую скорость на том участке дороги. Тормозной след не был обнаружен, то есть на месте опасного поворота и сужения дороги Цой даже не пытался затормозить. Был сделан вывод, что после удара автомобиль музыканта отбросило на 22 метра назад, а его обломки разлетелись в радиусе 15 метров. Водитель «Икаруса-250» — Янис Карлович Фибикс (род. 1946, Сабиле, Латвийская ССР) — в свою очередь, попытался избежать столкновения и выехал на обочину, чего оказалось тем не менее недостаточно, поскольку главной причиной ДТП стала слишком высокая скорость «Москвича». Водитель, ехавший в автобусе один, почти не пострадал.
Наталия Разлогова начала волноваться за Цоя, отсутствовавшего слишком долгое время, и отправилась на его поиски, но найти его так и не смогла. Во время поисков она проезжала мимо места случившегося ДТП и увидела автобус, стоящий передом в речке; впоследствии Разлогова и её знакомый Алексей Макушинский направились в больницу, где узнали, что водитель столкнувшегося в тот день с автобусом «Москвича-2141» скончался. Они видели автомобиль Цоя возле здания милиции Тукумса.
Следствие установило, что Цой, предположительно заснув за рулём (официальная версия гибели), не справился с управлением, заехав на левую сторону дороги, а причинами смерти стали тупая травма головы, ушиб головного мозга и многочисленные переломы. Было установлено, что в момент гибели музыкант был совершенно трезв и не находился под действием каких-либо веществ.
Похороны должны были пройти 19 августа 1990 года на Богословском кладбище Ленинграда. На ленинградском телевидении транслировалось видеообращение, в котором участники группы «Кино» обратились к поклонникам с просьбой не посещать предстоящие похороны; тем не менее проститься с Цоем пришло около 30 тысяч человек. В последний момент место похорон было изменено, чтобы позволить присутствовать на них только родным музыканта. 19 августа Цоя похоронили в закрытом гробу на Богословском кладбище в Ленинграде.
Смерть музыканта стала шоком для множества его поклонников; около сорока фанатов покончили жизнь самоубийством.

#### Прочие версии гибели
- По словам матери Цоя, Валентины Васильевны, её сын в тот день не мог заснуть за рулём, так как была середина дня, и путь был не очень длинным. В то время как вспоминает мать, Цой работал над своим последним альбомом и мог прокручивать в голове разные варианты. Музыка, по предположениям Валентины Цой, и отвлекла внимание певца, который перестал контролировать дорогу[25][113].
- Отец музыканта допустил, что причиной гибели сына мог стать недостаточно высокий навык управления автомобилем[25][114][115].
- Создатели документального кино из цикла «Следствие вели…» (2007) предположили, что Цой мог попасть в аварию, когда решил переставить другой стороной кассету в своём магнитофоне, тем самым отвлёкшись от движения у «слепого поворота» дороги[116]. Речь шла о кассете с демозаписью последнего альбома. Тем не менее в 2002 году Юрий Каспарян опроверг информацию о наличии той кассеты в автомобиле Цоя[25][117]:

Пользуясь случаем, хочу развеять миф, что на месте аварии нашли кассету с демо «Чёрного альбома»… Всё было не так. Я специально приехал в Юрмалу с аппаратурой, с инструментами, и мы делали аранжировки для нового альбома. Когда доделали, я забрал кассету и поехал в Петербург. Я приехал утром, вечером узнал о случившемся. И поехал обратно. И кассета всё время была у меня в кармане.
- Авторы документального фильма «Цой. Высокая в небе звезда» (2020) сделали предположение, что в момент гибели певец решил переставить в своём магнитофоне кассету группы «Новые композиторы» и тем самым отвлёкся от дороги[118].
- После гибели Цоя распространение получили также версии об убийстве или самоубийстве[119].
- Андрей Тропилло утверждал, что Цой погиб из-за нахождения в тот день в состоянии наркотического опьянения. По его же словам, Марианна Цой заплатила 2000 долларов, чтобы вскрытие тела для взятия экспертизы не проводилось[120].

### Специфика и анализ творчества
Творческая индивидуальность Виктора Цоя предопределена тем, что он являлся носителем двух концептуальных картин мира — корейской (восточной) и русской; журналисты достаточно часто отмечают, что в текстах музыканта «чувствуется русская душа», позволяя сделать вывод о том, что русская картина мира является в его сознании преобладающей. Тем не менее правильнее в этом случае говорить о симбиозе — гармоничном взаимодействии двух этих картин мира в его сознании; русская картина мира при этом особым образом накладывается на восточную. Хоть Цой и писал почти все свои тексты на русском языке, сама форма его стиха несёт в себе черты восточного стиля и философии.
Особую роль в становлении личности Цоя сыграл Брюс Ли, поклонником которого музыкант стал ещё в ранние годы жизни:
<…> И когда я увидел у Витьки на шкафу изображение Брюса Ли, я обрадовался, поскольку уже есть, о чём говорить <…> А Брюс Ли оказался очень уместен, и там ещё нунчаки висели на стене. Я сам к этому времени уже года два, приезжая в Москву к Липницкому, садился и, не отрываясь, пересматривал все фильмы с Брюсом Ли, какие только в этот момент оказались в доме <…> Я за нунчаки сразу схватился, порадовался любимому оружию, и Витька показал, что он с ними делает… А получалось у него здорово. То ли в крови что-то было, то ли что, но это производило впечатление блестящее — почти Брюс Ли! <…> Под Брюса Ли и нунчаки мы вино-то всё и выпили… И впали в особое медитативное состояние, замешанное на “новом романтизме”, Брюсе Ли и китайской философии.— Борис Гребенщиков
Мне довелось „познакомить“ Виктора с боевым искусством Брюса Ли, — свидетельствую, что более пытливого и внимательного зрителя у Брюса в моём доме не было <…> Интересно, что, добившись впечатляющих успехов на тренировках, Цой ненавидел острые, „угловые“ ситуации в жизни.— Александр Липницкий
Искусство для Цоя — естественный, органичный процесс; сам он говорил о процессе творчества так: «Я ничего не „создаю“, просто выхожу на сцену и пою. Я сам — образ». В этом, опять же, проявляется близость к Востоку — в частности, к восприятию искусства Брюсом Ли, изложенной в его книге «Боевая школа Брюса Ли: философия и дух бойца»:
Целью искусства является демонстрация внутреннего мира, воплощение в эстетическом произведении глубочайшего духовного и личного опыта человеческого бытия. Оно способно сделать понятным эти переживания и даёт возможность осознать их в рамках идеального мира <…> Самовыражение мастера демонстрирует его душу. За каждым движением мастера скрывается музыка его души. В противном случае, движение является “пустым”, а “пустое” движение подобно пустому слову — оно не имеет значения.— Брюс Ли
В то же время он отвечал на вопрос, выражает ли он в своих фильмах себя, утвердительно, подчеркнув, что «делает это настолько честно, насколько может».
Песня Цоя под названием «Песня без слов», в частности, являет собой концепцию «отсечения пустых, лишних слов» — в текст могут быть помещены лишь необходимые и ёмкие лексические единицы, отражающие движение души поэта.

#### Философия Востока в творчестве Цоя
Система восточных кодов широко представлена в поэтических текстах Виктора Цоя; например, в песне «Троллейбус» чётко указывается направление духовного движения поэта — на восток, а в песне «Хочу перемен!», породившей после фильма «Асса» феномен «киномании», в словах «Сигареты в руках, чай на столе … / И больше нет ничего, всё находится в нас» проявляется главная мысль даосизма, или принцип познания мира через познание самого себя: всё, что мы видим, чувствуем, переживаем, находится исключительно в нас, а то, как мы смотрим на мир, определяет его специфику.
В творчество музыканта чётко прослеживается несколько важнейших сем, присутствующих в очень многих его текстах. Такими являются, например, «герой» и «ночь». Что касается семы «герой», то с уверенностью можно утверждать, что Виктор Цой при жизни сам стал объектом подражания для своих поклонников — буквально духовным учителем. В контексте восточной философии след когтя дракона или тигра на лице является признаком необыкновенный духовной силы — отметкой настоящего героя; именно эту отметку, в качестве грима, использовал Виктор Цой на концертах и в фильме «Игла», как и Брюс Ли в своих фильмах, пытаясь создать впечатление восточного героя, несущего в себе тайную силу. Что же касается семы «ночь», то следует обязательно указать на то, что ночь в творчестве Виктора Цоя — не только его любимое время суток, о чём он не один раз сообщал журналистам, а своеобразное пространство для самопознания (безграничного познания), в которое восточный герой стремится попасть, избавившись от всего, что «скрывает истинный смысл, реальную жизнь».

#### Лирический герой песен Цоя
Лирический образ в песнях Виктора Цоя, окончательно сформировавшийся в поздних альбомах группы «Кино», — человек, наполненный стремлением к свободе и переменам в сознании людей, обладающий твёрдостью духа, бесстрашием и неуклонно стремящийся к победе; на своём пути он одинок, а образами надежды для него являются любовь и «звезда в небе».
В песне «Группа крови», одной из самых известных песен группы «Кино» из одноимённого альбома, лирический герой, полный любви к женщине, к которой он по ходу текста обращается, идёт, несмотря ни на что, в бой по зову «высокой в небе звезды» — по зову своего сердца; пусть он и хочет остаться с любимым человеком («Я хотел бы остаться с тобой, / Просто остаться с тобой»), он не может изменить своему долгу и идёт в бой («Но высокая в небе звезда / Зовёт меня в путь!»). В песне «Закрой за мной дверь, я ухожу» лирический герой противопоставляется обществу, его одиночество и отрешённость подчёркиваются словами «Меня ждёт на улице дождь, / Их ждёт дома обед». Он призывает покинуть безопасное убежище и присоединиться к нему в битве за внутреннюю свободу, «уйти в дождь», отказавшись от благ: «И если тебе вдруг наскучит твой ласковый свет, / Тебе найдётся место у нас: / Дождя хватит на всех». Тема войны за внутреннюю свободу, войны против окружающего мира прослеживается и во многих других песнях Цоя: «Хочу перемен!», «Война», «Звезда», «Песня без слов» и др. Хотя герой и выступает против общества, нередко он сомневается в своих действиях, на что указывают, например, слова из песни «Мама, мы все сошли с ума»: «И вот ты стоишь на берегу / И думаешь: плыть или не плыть…». Он находится под давлением двойственности выбора: сдаться либо же бороться за собственную свободу, продолжая свой одинокий путь «под непрекращающимся дождём», как в песне «В наших глазах»: «В наших глазах — крики „вперёд!“, / В наших глазах — окрики „стой!“».
Лирический герой Цоя — человек, у которого, как и у него самого, любимым временем суток является ночь, на что указывается в песнях «Спокойная ночь» («Я ждал это время, и вот это время пришло») и «Ночь» («За окнами Солнце, за окнами свет — это день / Ну а я… Всегда любил ночь»).
Тема одиночества лирического героя Виктора Цоя в его текстах представлена по-разному. Иногда лирический герой Цоя сам выбирает одиночество, и в таких случаях оно является частью его имиджа, как в песнях «Последний герой» (в случае с этой песней одиночество героя желаемо, не недостижимо: «Ты хотел быть один, но не смог быть один») и «Прохожий». Согласно песне «Дети минут», которую сам Цой никогда нигде не исполнял, его «друзья» — люди, «живущие сегодняшним днём», которых всё устраивает, что бы ни происходило в обществе; музыкант же не принимает стиля их жизни, поэтому остаётся среди них одиноким, непонятым. В песне «Муравейник» Цой сравнивает всё человеческое общество с большим муравейником, где все вместе, но при этом каждый сам за себя («…а до свадьбы заживёт… / а помрёт, так помрёт…»); музыкант ищет в нём приюта, но не находит, оставаясь одиноким. Почти все песни последнего, «Чёрного альбома» (вышедшего в 1990 году), посвящены теме одиночества и непринятия этого мира.
Тема любви занимает далеко не первое, но и не последнее место в творчестве Виктора Цоя. Лирический герой его песен, как уже было отмечено ранее, одинок и осознаёт необходимость быть одиноким, хотя любовь к женщине и даёт ему надежду и силы. Для него предназначение, которое он должен выполнить, важнее любви, и, можно сказать, любовь даже является преградой на его пути; герой довольствуется хотя бы тем, что возлюбленная существует. У Виктора Цоя нет счастливых песен о любви, а мироощущение героя этих песен напрямую связано с мироощущением его возлюбленной — например, в песне «Когда твоя девушка больна» для него всё теряет смысл, ибо возлюбленной нет рядом по причине её болезни, причём избавиться от чувства грусти невозможно, хоть вокруг и царит радость жизни: «И вокруг все поют, / Только ты один молчишь / Солнце светит и растёт трава, но тебе она не нужна: / Всё не то и всё не так, когда твоя девушка больна». В этой песне любовь сравнивается с чистым живительным родником силы, теперь иссякшим и больше не дающим сил для продолжения жизни: «Как будто иссяк чистый горный родник». В песнях «Разреши мне» и «Это не любовь» герой испытывает сильное чувство любви, но не может обрести взаимность, причём чувство настолько сильное, что упоминается невозможность дальше переживать его: «Мне нельзя больше ждать: / Я могу умереть»; герой пытается убедить себя, что чувство, испытываемое им, не является любовью, повторяя слова «Но это не любовь», однако от чувства душевной боли не удаётся избавиться.

##### Развитие лирического героя
Что касается развития лирического героя в творчестве Виктора Цоя, то его можно чётко проследить от первого альбома к последнему — его образ, мышление и переживания изменяются с каждым альбомом. В песнях Цоя образ лирического героя в основном передаётся путём личных местоимений и существительных — таких как «я», «мы» и «герой».
- В первом альбоме — «45» — лирический герой ещё не осознаёт себя героем, отличающимся от окружающих и имеющим важное предназначение. Его преследует ощущение безысходности («И куда-то все подевались вдруг: / Я попал в какой-то не такой круг!»), одиночества, потерянности и бесцельности («Гуляю, я один гуляю! / Что делать дальше? Я не знаю!»). Пространство, где он находится, ему чуждо, что и является главной причиной его беспокойства. Каждый день герой проживает в ожидании «тепла», «конца зимы» («Я раздавлен зимой: я болею и сплю, / И порой я уверен, что зима — навсегда!»); только творчество помогает ему сохранять надежду («… Но, может быть, эта песня избавит меня от тоски по вам, солнечные дни?..»)[131].
- В следующем альбоме — «46» — образ героя продолжает формироваться. Здесь уже появляются такие песни, как «Я хочу быть с тобой» и «Троллейбус», несущие явный оттенок протеста. В тексте песни «Троллейбус» («Моё место — слева, и я должен там сесть. / Не пойму, почему мне так холодно здесь? / <…> / Мы сидим не дыша; смотрим туда, / Где на долю секунды показалась звезда») местоимение «мы» вводится автором неслучайно: оно означает то, что герой осознаёт себя частью системы, в которую неосознанно вовлечены все, кто окружает его, а на уровне самоощущения в то же время происходит отторжение этого навязанного пути, этой вовлечённости. Таким образом, прослеживаются семы несогласия с общепринятыми правилами и отчуждённости. Можно сказать, что весь альбом посвящён ощущению героя самого себя как человека, не похожего на других[132].
- Альбом «Начальник Камчатки» освещает тему «герой» с новой стороны. Больше всего внимания заслуживает входящая в него песня «Последний герой», целиком и полностью посвящённая этой теме. Она являет собой, можно сказать, формулу концепта «герой» во всём творчестве Цоя. Согласно песне, «последний герой — одинокий герой», хотя он и боится своего одиночества («Ты хотел быть один, это быстро прошло: / Ты хотел быть один, но не смог быть один»)[133].
- Начиная с альбома «Группа крови» можно говорить об окончательной сформированности концепта «герой» в творчестве Цоя. Здесь лирический герой уже окончательно осознаёт себя как боец в некой войне — войне против окружающей действительности. Особое значение здесь имеет взаимодействие семы «герой» с семами «звезда» и «путь»: «высокая в небе звезда» — путеводная звезда, зовущая героя выполнить своё предназначение несмотря ни на что, то есть в этом альбоме происходят осознание и принятие героем своего предназначения[133].
- В альбоме «Звезда по имени Солнце» образ цоевского героя раскрывается полностью — это кульминация развития концептов «герой» и «путь»; вводится взаимодействие этих двух концептов с концептами «война», «мир», «день» и «ночь» — так, в «Песне без слов» противопоставляются концепты «герой» и «мир». На этой стадии своего формирования лирический герой уже готов к решающему столкновению. Идеальная модель цоевского лирического героя — человек, осознавший своё предназначение и прошедший путь до самого конца[133].
- В «Чёрном альбоме» — заключительном, вышедшем уже после смерти Цоя — каждая песня пронизана ожиданием, предчувствием конца. Движение сменяется застоем («Я жду ответа… / Больше надежд нету…»), в каждой песне чувствуются обречённость и печаль, вызванные неизбежной приближающейся гибелью героя, который при этом не уверен, что его путь продолжит кто-то ещё («Кто пойдёт по следу одинокому? / Сильные да смелые головы сложили в поле… В бою!»)[134].

#### Критика
Писатель и поэт Дмитрий Быков высказался о поэзии Виктора Цоя так:
… Большинство его песен — маршеобразны, а главной темой стала война … Его герой чаще всего говорит о себе „мы“ … Его поэтика — предельное упрощение главных мотивов и приёмов позднесоветской поэзии; это не примитив, но очень сильная редукция … Сообщает самые общие сведения, которые можно понимать как угодно … У него очень простые, самые общие слова и почти элементарная музыка.— Дмитрий Быков

### Живопись
По образованию Виктор Цой — художник; по словам его матери, задатки талантливого живописца у него проявились ещё в детском саду. Как отмечено в газетных публикациях, «большинство работ легендарного лидера группы „Кино“ не видел никто, кроме близких». При этом «на холсте Цой писал чаще, чем в нотной тетради». Искусствоведы считают, что он «обладатель самобытного художественного дара», «созвучен» авангардистам, отмечая в частности и то, что ленинградский музыкант рисовал на клеёнках, как до него это делал грузинский примитивист Нико Пиросмани.
Цой был одним из важнейших представителей ленинградского андеграунда — объединения «Новые художники» (основными направлениями в этом творческом союзе были первобытное искусство, примитивизм и экспрессионизм). Десять его работ выставлялись на экспозиции объединения ещё в 1988 году в Нью-Йорке (США).
В одном из интервью журналист Дмитрий Мишенин подчеркнул:
Тимур Новиков любил писать, как он придумал рейв или возродил классику. Возможно, где-то есть текст и про то, как он изобрёл колесо… А Цой больше делал, чем писал. То, что многие манифестировали, он воплощал на практике в виде картин, опережая теоретиков. Идеальный пример — его неоакадемические полотна начала 1990 года — «Полёт» и «Новый мир». Тогда как «Новая Академия» сформировалась как институция к 1993 году.
Основатель Школы популярного искусства Анастасия Постригай заметила, что среди ценителей реноме Цоя в качестве художника высоко:
Первая же ассоциация, которую можно провести, — это работы Жана-Мишеля Баския и Виктора Цоя. Мне кажется, наш Виктор не хуже, а Баския продаётся за сотни миллионов долларов. В живописи Цоя есть такой своеобразный наскальный реализм — очень экспрессивные графики.
По её же мнению, прослеживается схожесть техник Виктора Цоя и Винсента Ван Гога:
Они оба питали страсть к японскому искусству, которое способно выразить очень многое при помощи малых средств. У Цоя и Ван Гога это цвет и контур. Цой был по-японски минималистичен — как в текстах, так и в картинах.
Цоя также сравнивали с американским художником Энди Уорхолом, который, в свою очередь, присылал музыканту подарки.

#### Первая выставка
Первая выставка картин Цоя состоялась лишь в 2020 году в Галерее искусств KGallery, где были представлены работы из архива Наталии Разлоговой. Куратором этой выставки был Дмитрий Мишенин. Выставка показала, что если бы музыкант не погиб в 1990 году, «он мог бы стать ещё и знаменитым художником».
Мы говорим именно о влиянии Цоя на окружающую его богему тех лет, а не о каком-то обратном явлении. Он был лидером не только в музыке, но и в изобразительной части, как и в любом занятии, за которое брался… Мы бы имели абсолютно другую историю современного искусства с Цоем-художником.— Мишенин
В интервью «Новой газете» куратор первой экспозиции музыканта утверждает:
Одним взмахом кисти, точнее, одной или парой работ он мог сделать то, о чём мечтали его коллеги: создать новое направление в отечественном искусстве. За свою недолгую карьеру художника он был и перформером, и стрит-артистом, и даже неоакадемистом.

#### Выставка-байопик
На 2022 год (с 15 января по 10 июля) была запланирована масштабная выставка-байопик — «Виктор Цой: путь героя» — в Центральном манеже в Москве. Организатор выставки — бюро «Planet9». Она была приурочена ко дню рождения музыканта — 21 июня; в этот день ему исполнилось бы 60 лет. На выставке были представлены его картины и рисунки — как ученические работы, так и холсты позднего периода — а также множество личных вещей, такие как черновики, письма, гитары и т. п. Общее количество экспонатов — 300. Проведение выставки стало возможным в первую очередь благодаря семье Цоя, а также его друзьям-музыкантам. Выставка воссоздаёт жизненный путь музыканта, но составлена не в хронологическом порядке, а по темам — музыка, кино, поэзия, изобразительное искусство. Важная часть выставки — взгляд на творчество музыканта глазами людей другой, несоветской и нерусской культуры: тексты в каталоге написаны французским дипломатом и писателем Жоэлем Бастенэром — другом Виктора, издавшим во Франции в 1989 году его пластинку; свои архивы передала и Джоанна Стингрей (из США), внёсшая большой вклад в популяризацию группы «Кино» на Западе; Рашид Нугманов представил целый зал, посвящённый фильму, который готовили к съёмке японские продюсеры, когда Виктор был ещё жив, но так и не начали снимать из-за его трагической гибели.
Выставка «Виктор Цой: путь героя» прошла с «огромным успехом».
Александр Цой, сын Виктора и продюсер проекта, высказался о выставке так:

«Задумывая выставку, мы хотели не просто погрузить зрителей в атмосферу музыки и образов, знакомую миллионам людей в нашей стране, но дать возможность увидеть другого Цоя — художника, героя неснятого киберпанк-боевика, представителя неизвестного западной публике советского андеграунда. Сценография, аудио и визуальные эффекты выводят этот проект за рамки привычной выставки, поэтому мы называем её „выставка-байопик“ и, приглашая зрителей, говорим „будет как в КИНО!“».
В 2024 году выставка «Виктор Цой: путь героя» (режиссёрская версия проекта) была открыта в «Севкабель Порту», планировалась изначально до 10 марта 2025 года, но была продлена в связи с успехом мероприятия.
Александр Цой отметил:

«Я не хотел бы сравнивать московскую и питерскую выставки… Московская выставка была в „Манеже“, почти на Красной площади — это тоже очень круто, особенно в свете того, что она посвящена человеку, который начинал как подпольный музыкант, работавший в кочегарке, чтобы не попасть под статью о тунеядстве… Они обе крутые, но по-разному».

#### Тема смерти и автокатастрофы в живописном творчестве Цоя
В публикациях, посвящённых мероприятию (первой выставке), отмечено, что «за полгода до гибели Цой успел написать семь картин, центральной темой которых стала дорога». Тем самым, как было отмечено в публикациях, музыкант пророчески «нарисовал свою смерть».
Впервые мотив дороги и автомобиль появились в работах Цоя в 1988 на картинах, названных «Колхозница» и «Фантом». На первой картине изображена женщина в косынке, сидящая за рулём, а на второй — будто бы призрак самого Виктора. В том же году появилась картина на целлофане под названием «Лабиринт», на которой улавливается силуэт самого Цоя. На последней картине музыканта (весна 1990 года) — «Дорога» — изображён человек, едущий по ночному городу.
Удалось выделить на экспозиции спейс, куда входит сделанный в автомобиле полароидный снимок «Дорога», где Виктор сам себя обвёл чёрной рамкой; перенесённый на холст фотокадр «Дорога», клеёнка «Дорога» и маленькая картина на бумаге «Фантом», где похожий на Виктора призрак занимает пассажирское сиденье, — чтобы подчеркнуть очевидность навязчивого образа автомобиля и дороги в его творчестве. Такое сочетание работ на одну тему создают тревожную атмосферу неотвратимости надвигающейся угрозы.

То, что спустя несколько месяцев жизнь Виктора Цоя оборвалась за рулем автомобиля, делает финальную картину — «Дорога» — действительно пророческой. В момент автокатастрофы Виктор слушал в магнитоле кассету своих коллег по питерскому андеграунду — «Новых композиторов»… И звучал трек «Именно сегодня и именно сейчас». Этот факт находится уже за рамками любых случайных совпадений. Когда это было установлено, все произошедшее приобрело форму законченной киноленты со своим специально подобранным саундтреком и окончательно превратило жизнь Виктора Цоя в кино и легенду.— Мишенин

#### Подделки
В декабре 2023 года на онлайн-платформе BidSpirit прошли торги, где была продана «картина Цоя» более чем за десять миллионов рублей, причём знатоки творчества тогда писали, что никто и никогда ранее не слышал от этого продавца (московского фотографа), что «у него есть картина работы Виктора размером 140х200 см».
В мае 2025 года в Москве прошла «выставка работ якобы Виктора Цоя» под названием «Источник питания», где зрители могли видеть дюжину картин Виктора, но «согласно оценке и выводам знатоков и экспертов — все 12 работ — подделки».
Виталий Калгин отмечает, что картины, которые продают на различных аукционах (включая Vladey), это подделки без провенанса, цитируя ироничное высказывание близких:
После смерти Цой написал больше картин, чем при жизни.
При этом цена работы «Celebration» (по мнению экспертов, поддельной), проданной в июле 2025 года, составила €100 000 (эстимейт лота был превышен вдвое).

## Фильмография
Впервые на телевидении Виктор Цой появился в 1981 или 1982 году как гость программы центрального телевидения «Монитор». Ведущий представил его талантливым резчиком по дереву. Действительно, Цою очень удавались японские фигурки нэцкэ.
По результатам ежегодного опроса журнала «Советский экран», за исполнение роли Моро в фильме «Игла» Виктор Цой был признан лучшим актёром 1989 года.
| 1986 | «Йя-Хха»                                      | Рашид Нугманов               | камео | Учебная работа Рашида Нугманова, стилизованная под документальный фильм и повествующая о ленинградских рок-музыкантах. Первое появление на экране Виктора Цоя и Майка Науменко. |
| 1986 | «Конец каникул»                               | Сергей Лысенко               | камео | Дипломная работа Сергея Лысенко, состоящая из четырёх клипов группы «Кино», объединённых сюжетной линией. К защите фильм не был принят, а плёнку с ним планировалось уничтожить, но в последний момент она была украдена режиссёром. В Киеве, на озере Тельбин, где снимался фильм, до настоящего времени растут старые ивы, которые видны на кадрах фильма, и это место является культовым для украинских фанатов Цоя. Одна из ив получила название «Дерево Цоя», а в феврале 2020 года — статус ботанического памятника природы местного значения решением Киевского городского совета. |
| 1986 | «Диалоги»                                     | Николай Обухович             | камео | Документальный фильм, основанный на концерте группы «Поп-механика» под руководством Сергея Курёхина. В этом фильме Виктор Цой играет роль гитариста группы «Поп-механики». |
| 1987 | «Рок»                                         | Алексей Учитель              | камео | Документальный фильм об антагонизме андеграундной рок-культуры и официальной линии партии. Содержит интервью с Виктором Цоем, снятое в котельной «Камчатка». |
| 1987 | «Асса»                                        | Сергей Соловьёв              | камео | Двухсерийный художественный фильм, содержащий музыку рок-групп «Аквариум», «Браво», «Союз композиторов» и «Кино», а также песню Юрия Чернавского. В этом фильме Виктор Цой появляется в финале второй серии. |
| 1988 | «Игла»                                        | Рашид Нугманов               | Моро  | Режиссёрский дебют Рашида Нугманова в полнометражном кино и актёрский дебют Петра Мамонова. Виктор Цой играет здесь Моро — молодого человека, пытающегося спасти свою подругу Дину от наркозависимости. В этом фильме Цой также выступил как композитор. Картина являлась лидером советского кинопроката 1989 года. В 2010 году на экраны вышел фильм «Игла Remix» — перемонтированная и дополненная автором версия первого фильма с новыми сценами, музыкой и графикой; отца главного героя в этой версии сыграл отец Виктора Цоя.                                                       |
| 1988 | «Город»                                       | Александр Бурцев             | камео | Дипломная работа Александра Бурцева. Сценарий фильма был написан участниками группы художников «Митьки». Первоначально в фильме должен был сняться Александр Башлачёв, но перед съёмками он погиб, поэтому на его роль пригласили Виктора Цоя. В 1990 году Бурцев решил также снять полнометражную версию фильма, однако тогда Цоя уже не было в живых. В итоге эту роль в одноимённом полнометражном варианте сыграл Юрий Шевчук. |
| 1990 | «Секс и перестройка» (фр. Sex et perestroïka) | Франсуа Жуффа, Франсис Леруа | камео | Французский псевдодокументальный фильм о жизни в СССР глазами иностранцев; последний фильм, в котором Виктор Цой принял участие. В ленту был включён фрагмент концерта группы «Кино», а также была использована песня «Фильмы». Перед исполнением отрывка в кадре промелькнул подстрочный комментарий на французском языке, в котором говорилось, что Виктор Цой погиб три месяца спустя после съёмок фильма. |

Кроме того, Виктор Цой должен был сыграть главные роли в фильмах Рашида Нугманова «Дети Солнца» (который позже был снят под названием «Дикий Восток»), «Король Брода» и «Цитадель смерти» (по их совместному с Уильямом Гибсоном сценарию). В 2014 году Рашид Нугманов объявил о своих планах начать съёмки фильма «Цитадель смерти» и взять на главную роль сына Виктора — Александра Цоя, который, в свою очередь, поддержал эту идею.

## Дискография

### В составе группы «Кино»
Студийные альбомы
- 1982 — «45»
- 1983 — «46»
- 1984 — «Начальник Камчатки»
- 1985 — «Это не любовь»
- 1986 — «Ночь»
- 1988 — «Группа крови»
- 1989 — «Последний Герой»
- 1989 — «Звезда по имени Солнце»
- 1991 — «Чёрный альбом»

Синглы
- 1987 — «Из альбома Начальник Камчатки»
- 1988 — «Из альбома Ночь»
- 1989 —  Maman
- 2012 — «Атаман»
- 2019 — «Перемен»[181]
- 2019 — «Вопрос/Место Для Шага Вперёд»[182]
- 2020 — «Следи за собой»[183][184].
- 2021 — «Нам с тобой/Кукушка» (премикс)[185]
- 2022 — «Проснись, Это Любовь/Город»[186]

Звуковые приложения к журналам
- 1989 — «Русский язык за рубежом» № 1
- 1989 — «Клуб и художественная самодеятельность»
- 1989 — «Народное творчество» № 9
- 1990 — «Кругозор» № 7/90

Сборники
- 1989 —  Le Dernier Des Héros («Последний герой»)
- 1992 — «Неизвестные песни»
- 1999 — «Лучшие песни 82—88 и 88—90»
- 2000 — «Виктор Цой Печаль»
- 2020 — «Любовь — это не шутка» (запись 1986 года)[187]
- 2022 — «12 22»

На советских сборниках
- 1987 — «АССА»
- 1989 — «Хит-парад Александра Градского»

На зарубежных сборниках
- 1986 —  Red Wave
- 1986 —  4 Selections From Red Wave
- 1987 —  Rocking Soviet
- 1988 —  МИР: Reggae From Around the World
- 1989 —  Epoka Dla Nas

## Память
Считается, что смерть Цоя способствовала популярности «Кино», создав своего рода культ трагически погибшего героя.
Майк Науменко по этому поводу сказал:
«В нашей стране желательно погибнуть, чтобы стать окончательно популярным».
Звукорежиссёр и продюсер Андрей Тропилло добавил, что Цой «ушёл вовремя» в том смысле, что его поздние работы, по мнению Тропилло, слабее ранних, а дальнейшее творчество было бы ещё слабее; так же считает и музыкант Алексей Вишня.
26 сентября 2018 года в Санкт-Петербурге прошёл аукцион, где на торгах был продан советский паспорт Виктора Цоя (цена 9 000 000 рублей; с учётом комиссии цена составила 10 350 000 рублей), а также записная книжка с телефонами его друзей (цена 3 000 000 рублей) и рукопись песни «Хочу перемен!» (цена: 3 600 000 рублей). Всё это было обнаружено после смерти музыканта в квартире его друзей, где он часто бывал после концертов.

### Памятники

Первый памятник на месте гибели, установленный в 1992 году

Примерно в 1992 году, на 35-м километре шоссе Слока — Талси в Тукумском районе Латвии — с той стороны дороги, где произошло столкновение машины Цоя с «Икарусом» — появился первый памятник, посвящённый музыканту и представляющий собой небольшую металлическую пирамидку с гитарой на верхушке и надписью: «Памяти В. ЦОЯ». О том, кто его изготовил и установил, ходили разные слухи, но точной информации до сих пор нет. Памятник стоит на обочине дороги и по сей день — 57°06′55″ с. ш. 23°11′10″ в. д..
Спустя десять лет — на том же месте, но на противоположной стороне дороги — был установлен ещё один памятник высотой 2 метра и 30 сантиметров (см. фото № 4 ниже). Средства на него были собраны почитателями таланта певца. Авторы памятника — художник Руслан Верещагин и скульптор Амиран Хабелашвили. Для создания монумента была выбрана одна из самых популярных фотографий музыканта, на которой он запечатлён со скрещёнными руками. На постаменте выбиты завершающие строчки из песни «Легенда», всегда исполнявшейся на концертах группы «Кино» последней: «Смерть стоит того, чтобы жить, а любовь стоит того, чтобы ждать…» — 57°06′56″ с. ш. 23°11′07″ в. д..

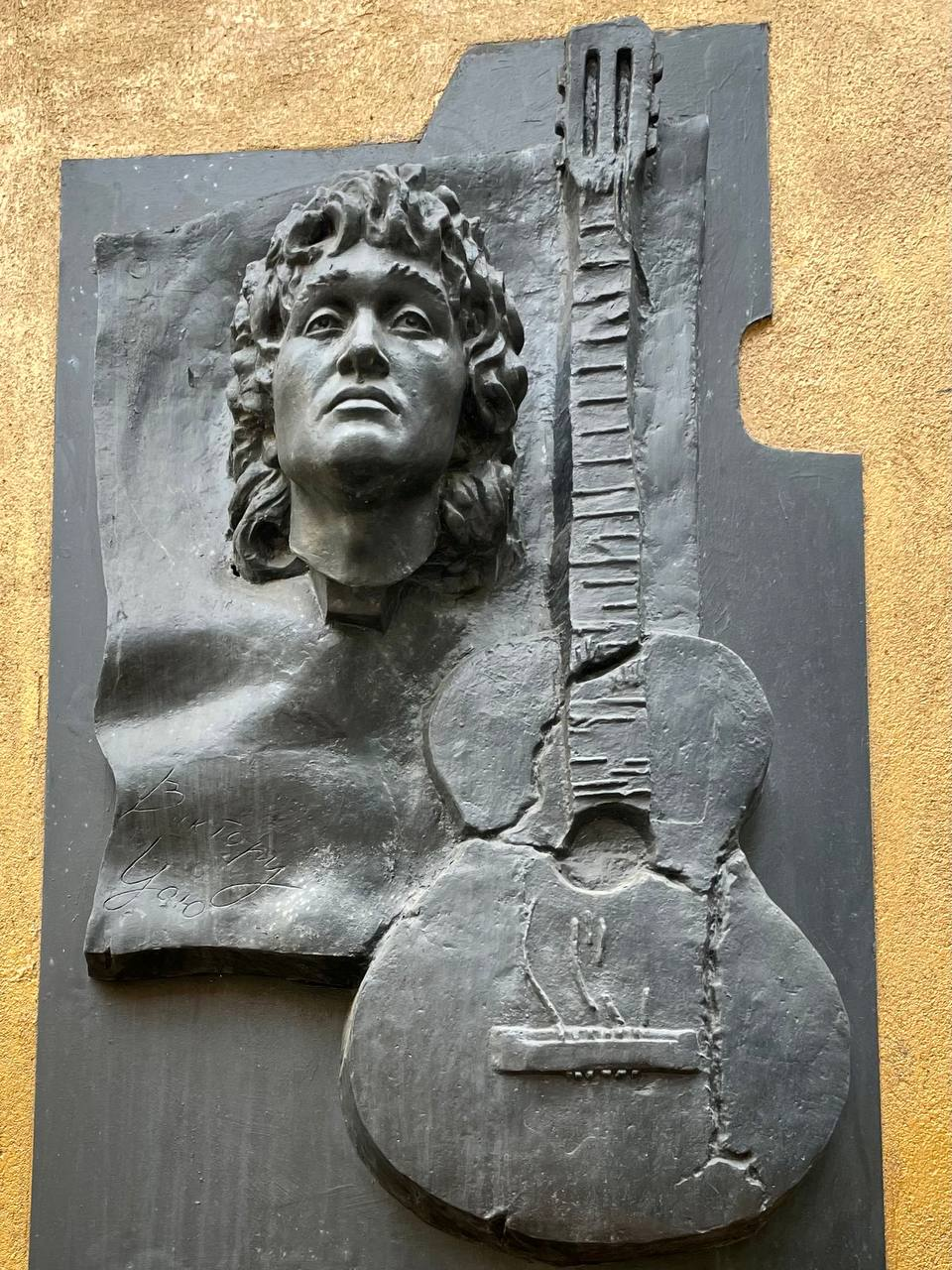
Горельеф Цоя близ бывшей котельной «Камчатка» в Санкт-Петербурге

В 2002 году — неподалёку от входа в клуб-музей «Камчатка», где Виктор Цой работал кочегаром, — был установлен горельеф исполнителя, созданный скульптором Степаном Мокроусовым. Он был отлит из чугуна на заводе «Метрострой» и поставлен на месте установленного в 2001 году горельефа, выполненного из гипса, который через несколько месяцев почти разрушился. Степан Мокроусов создал горельеф при поддержке генерального директора ПО «Ленстройматериалы» — Дмитрия Игнатьева — 59°57′07″ с. ш. 30°18′04″ в. д..
В июле 2009 года в Санкт-Петербурге был временно установлен памятник Виктору Цою: скульптура, изображающая музыканта сидящим на мотоцикле, была размещена на Невском проспекте, напротив кинотеатра «Аврора». Автор памятника — московский скульптор Алексей Благовестнов. Скульптура простояла недолго — в тот же месяц её убрали внутрь кинотеатра из-за отсутствия согласования установки памятника с властями города. 17 октября 2015 года скульптура была установлена на площади у железнодорожного вокзала в городе Окуловке Новгородской области — 58°22′22″ с. ш. 33°17′55″ в. д..
14 августа 2010 года в Вильнюсе (Литва), в парке «Вингис», был открыт временный памятник-макет Виктору Цою. В тот день состоялся концерт, посвящённый 20-й годовщине гибели музыканта. Вопрос о постоянной установке памятника не решён и по сей день.
20 ноября 2010 года в городе Барнауле в Алтайском крае состоялось открытие первого в России постоянного памятника Виктору Цою — 53°20′56″ с. ш. 83°45′58″ в. д..
23 сентября 2011 года к 30-летию рок-группы «Кино» в посёлке Морское (Крым) — на месте, где в 1981 году стояла палатка основателей группы «Кино» и где и родилась мысль о её создании, — был установлен памятный знак группе в виде гитары с мемориальной доской — 44°49′13″ с. ш. 34°48′36″ в. д..
В 2014 году, ко дню памяти Виктора Цоя, в Санкт-Петербурге на стене трансформаторной подстанции ПАО «Ленэнерго» по адресу ул. Маяковского, дом 3А появилось граффити с портретом певца, выполненное художниками арт-группы «HoodGraff». Администрация Центрального района предписала удалить несогласованное властями изображение, однако граффити было тогда сохранено благодаря вмешательству ВРИО губернатора Георгия Полтавченко. В начале апреля 2019 года граффити обновилось — портрет был заново переписан. 25 августа 2020 года, невзирая на мнение горожан, ГАТИ Санкт-Петербурга предписало удалить изображение в трёхдневный срок.
26 августа 2017 года в Караганде (Казахстан), по инициативе общественного фонда казахско-корейской дружбы «Ер Нур & Ника», была открыта аллея Цоя и был установлен монумент в виде оригинального стального трафарета чёрного цвета (в виде солнечного затмения с вырезанным внутри солнца изображением лица Виктора Цоя). На открытии памятника присутствовал отец музыканта — Роберт Максимович Цой, сказавший о памятнике следующие слова: «Сам памятник мне понравился, он очень оригинальный. Таких масштабных памятников я ещё не видел» — 49°49′10″ с. ш. 73°04′09″ в. д..
21 июня 2018 года в Алма-Ате (Казахстан), на улице Тулебаева (угол улицы Кабанбай-батыра), где снималась финальная сцена советского кинофильма «Игла», в честь дня рождения Виктора Цоя был открыт памятник его персонажу — Моро. Идея установки памятника принадлежит инициативной группе, куда вошли казахстанские предприниматели, в том числе олигархи А. Байтасов и Р. Баталов. Памятник был также проспонсирован филиалом «Сбербанка России». Скульптуру создал выпускник Петербургской академии художеств Матвей Макушкин из Санкт-Петербурга. На открытии присутствовал гитарист группы «Кино» — Юрий Каспарян — 43°14′59″ с. ш. 76°56′56″ в. д..
14 августа 2020 года, накануне 30-й годовщины гибели Виктора Цоя, в Санкт-Петербурге в сквере на пересечении проспекта Ветеранов и улицы Танкиста Хрустицкого был установлен четырёхметровый памятник, автором которого стал Матвей Макушкин. Монумент было решено установить ещё в 2015 году, однако организаторы установки — «Фонд памяти Виктора Цоя» — столкнулись с рядом сложностей, включая протест местных жителей, беспокоившихся, что возле памятника начнут собираться и веселиться шумные фанаты. В 2018 году Смольный всё-таки выдал разрешение на установку памятника — 59°50′30″ с. ш. 30°14′46″ в. д..
21 июня 2022 года, в честь 60-летия со дня рождения Викторая Цоя, был открыт памятник музыканту в центре Элисты на Аллее героев. Автор скульптуры, повторяющей известный кадр из фильма «Игла», — калмыцкий скульптор Николай Галушкин — 46°18′25″ с. ш. 44°15′47″ в. д..
26 ноября 2022 года в городе Кургане был установлен памятник Цою, возле спуска на пляж «Бабьи пески» со стороны Центрального парка культуры и отдыха им. 50-летия Великого Октября. В создании памятника, по словам главного идеолога проекта «Квартирник45» Романа Можельского, поучаствовали более 300 человек — 55°25′40″ с. ш. 65°19′46″ в. д..

Фотографии памятников Виктору Цою:
Памятник около к/т «Аврора» в Санкт-Петербурге
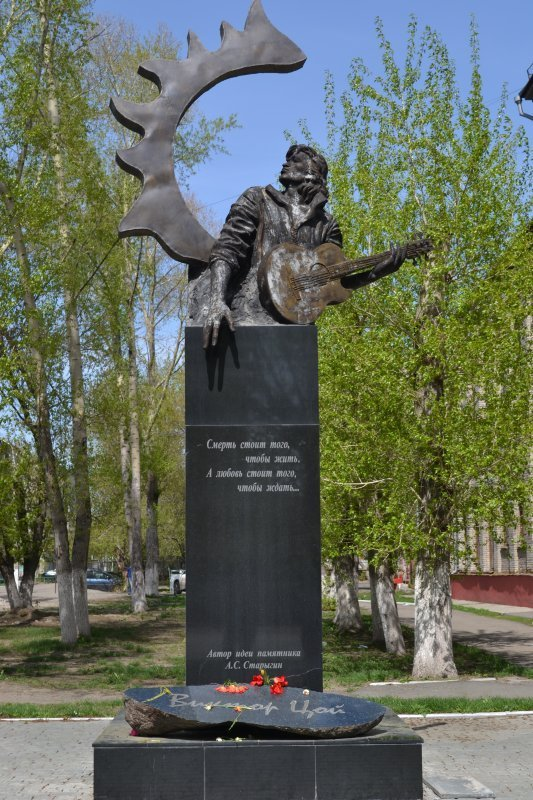
Памятник в Барнауле около АлтГПА
Памятник в Алма-Ате, расположенный на «Тулебайке» — на пересечении улиц Тулебаева и Кабанбай батыра, недалеко от места, где снимали финальную сцену фильма «Игла»
Памятник на месте гибели, установленный на 35-м километре шоссе Слока — Талси в Тукумском районе Латвии
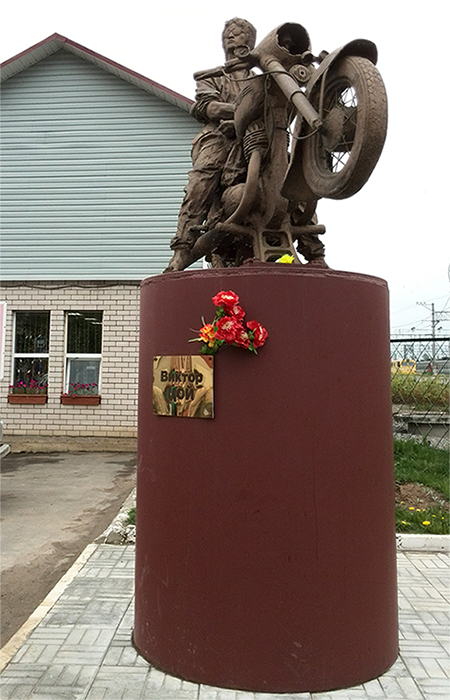
Памятник у железнодорожного вокзала в Окуловке Новгородской области
Памятник в Санкт-Петербурге, установленный к 30-й годовщине гибели музыканта

### «Места Цоя»
Появление в городах мест, связанных с памятью Виктора Цоя, было достаточно спонтанным. Некоторые из них, как котельная «Камчатка», где сегодня находится посвящённый музыканту музей, и захоронение Цоя на Богословском кладбище, напрямую связаны с его биографией. Вместе с этим в случайных местах, никак не связанных с жизнью музыканта, спонтанно возникло множество памятных знаков — например, надписей, выражающих чувства поклонников к Цою и его творчеству. Путешествие по местам Цоя дало возможность его поклонникам не только выразить свою любовь к творчеству группы «Кино», но и стать частью этого общества поклонников, влиться в него, увидеть людей, лично знавших Цоя при жизни или бывавших на его концертах.

#### «Стены Цоя»
После смерти музыканта так называемые «стены Цоя» как минимум на десятилетие стали неотъемлемой частью многих городов на постсоветском пространстве. Их точное количество неизвестно. Повсеместное появление в начале 1990-х годов «стен Цоя» отражало то, что контроль государства и органов местного самоуправления над публичным городским пространством ослаб, и хотя их появление было необычным явлениям для СССР тех лет, «стены Цоя» не являются чем-то уникальным, ибо в западных городах такие места — посвящённые известным умершим музыкантам — начали появляться ещё раньше. Тем не менее смело можно утверждать, что Виктор Цой — первый музыкант, память о котором появилась в таком большом количестве советских и постсоветских городов. У поклонников творчества группы до сих пор принято оставлять в специальной пепельнице у «стен Цоя» надломленную прикуренную сигарету.

##### Москва
После смерти Виктора Цоя в Кривоарбатском переулке в Москве появилась «стена Цоя», которую поклонники группы исписали такими надписями, как «Кино», «Цой жив», а также цитатами из песен группы и признаниями в любви музыканту. Адрес — дом № 37 по Арбату.
Появление этой стены означало то, что советские поклонники рок-музыки перестали использовать городское пространство лишь в качестве укрытия, выйдя за пределы скрытых стенами квартирников, — неформальное место впервые возникло в одном из центральных мест крупного города. Несмотря на близость к Старому Арбату, стена долгое время оставалась в значительной степени закрытым пространством, так как поклонники творчества группы устанавливали свои правила в её пределах; недалеко от стены проводили концерты, искали людей для совместных путешествий по местам Цоя и т. п. Она восполняла нехватку городских мест для любителей советской рок-музыки того времени. Контроль поклонников над «стеной Цоя» начал ослабевать в 2000-х годах, и стена стала более открытым местом: теперь там можно увидеть не только ярых поклонников творчества группы, но и обычных туристов. В 2006 году стена была закрашена вандалами, протестующими против переоценённой значимости творчества Цоя, вызвав тем самым сильное недовольство общества его поклонников; тем не менее через несколько лет она была вновь исписана надписями. Там же планировалось установить памятник музыканту, изображающий его босиком и сидящим на мотоцикле.
По словам Роберта Максимовича Цоя, отца Виктора.
Наличие в Москве такой стены памяти, настоящего народного мемориала, имеет для меня значение, мне это важно. Когда Вити не стало, казалось, пройдёт лет пять и о нём забудут… Но минуло четверть века, а слава его живёт… И вокруг Витиной могилы на Богословском кладбище Санкт-Петербурга в памятные дни по-прежнему собираются толпы фанатов, большинство из которых никогда не видели Цоя живым.
В 2009 году московские власти заявили, что стене необходима реставрация — от старого её вида они собирались оставить только малую часть, а памятник Цою предлагалось поставить на Лужнецкой набережной, где прошёл последний концерт группы «Кино». По мнению властей, «стена Цоя» стала «пристанищем городских маргиналов» и утратила своё первоначальное значение, вследствие чего участники движений «Молодая гвардия» и «Местные» провели акцию протеста против её реставрации. В 2016 году неизвестные нанесли на стену надпись «Цой мёртв», однако фанаты группы вернули ей прежний вид.
Сегодня «стена Цоя», как и несколько десятилетий назад, остаётся самым важным местом памяти для поклонников творчества Виктора Цоя, чему способствует и то, что до Москвы из постсоветских городов легче добраться, чем до Санкт-Петербурга.

##### Украина
В Киеве «стена Цоя» была открыта 15 августа 2013 года — к 23-летию гибели Виктора Цоя. Находится в дворике на улице Грушевского, недалеко от Европейской площади.
В Днепре, недалеко от Памятника Славы, находится «стена Цоя», которая негласно считается мемориалом и является местом встреч днепровских поклонников музыканта.
«Стена Цоя» есть и в городе Каменское — на съезде с плотины. Там, на набережной, собираются поклонники творчества Виктора Цоя и исполняют песни под гитару.

##### Беларусь
В Минске также существует «стена Цоя», ныне, после нескольких переносов, находящаяся в Ляховском сквере.
«Стена Цоя» в Могилёве находилась по адресу Ленинская улица, 61 (здание лицея при Белорусско-Российском университете). Она была разрисована учащимися лицея и служила элементом «московского дворика» в Могилёве.

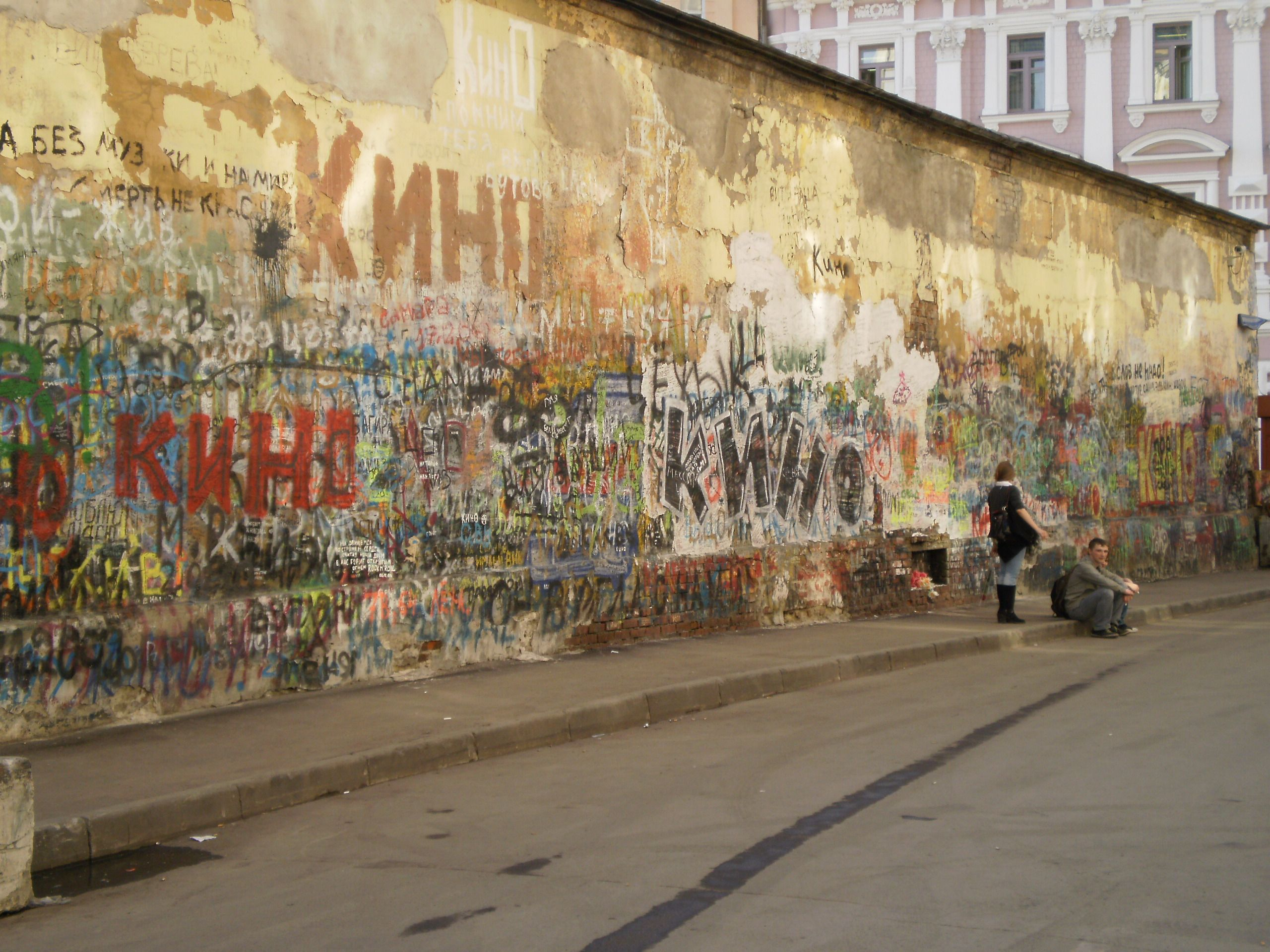
«Стена Цоя» в Москве
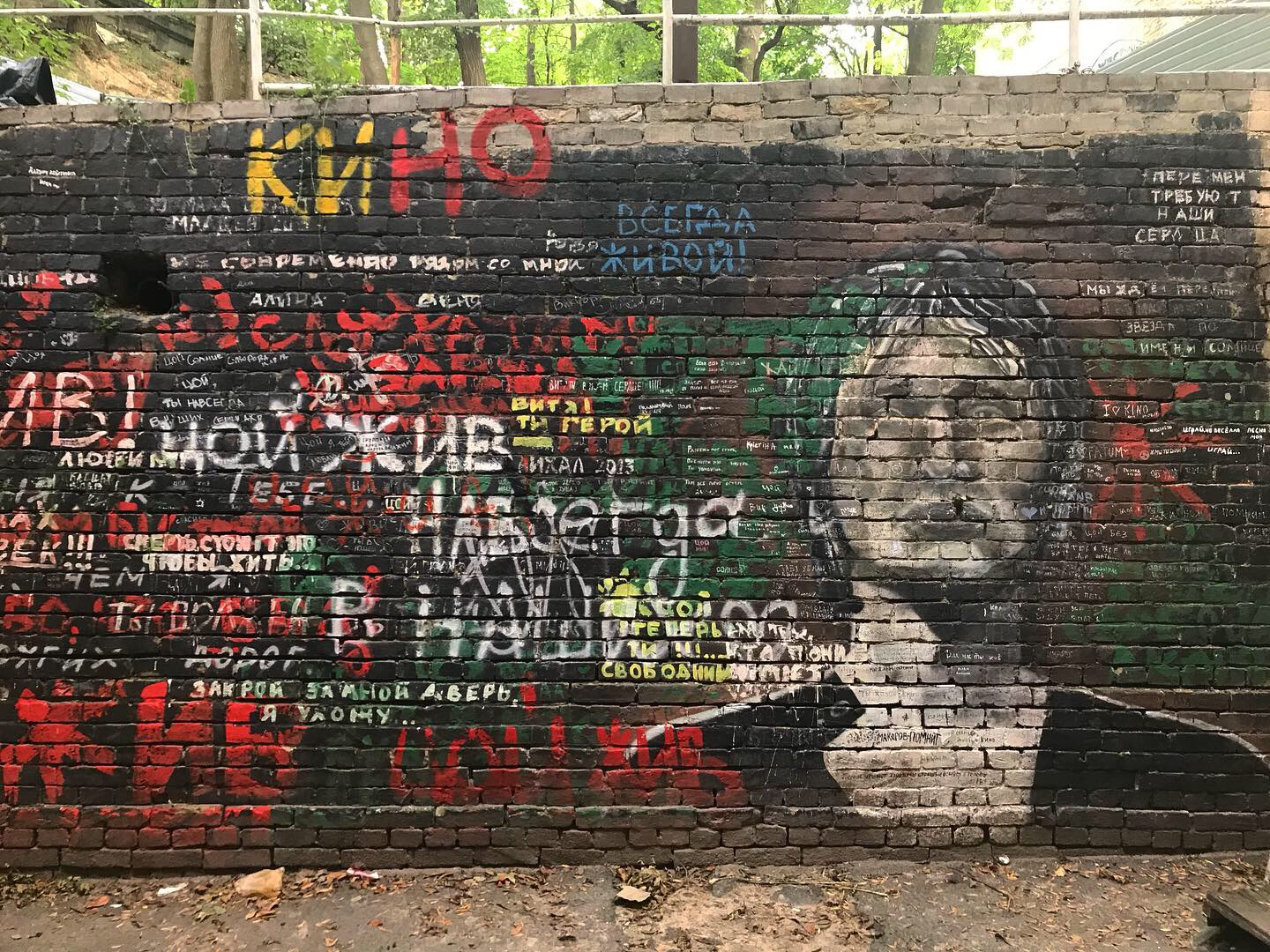
«Стена Цоя» в Киеве
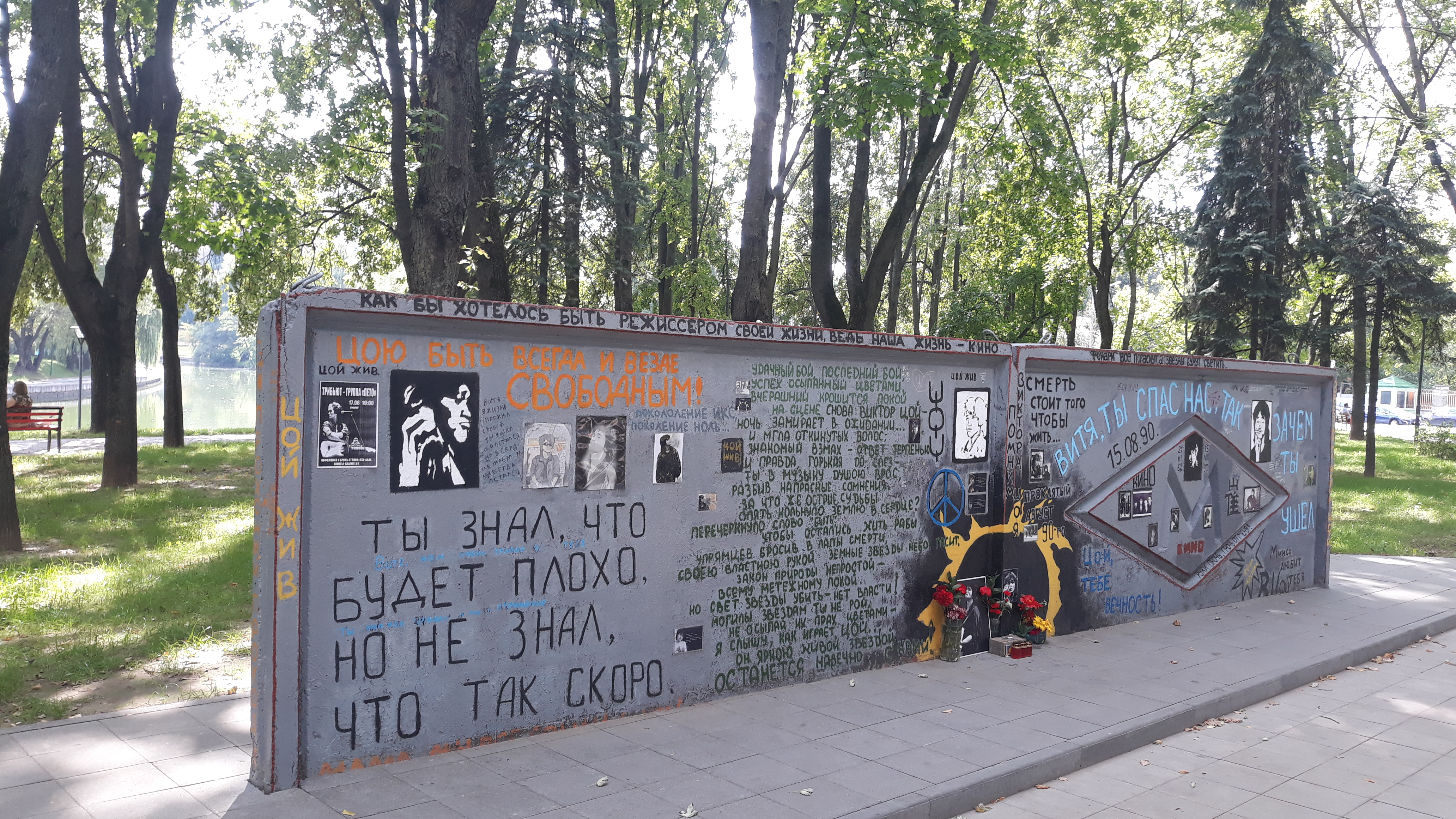
«Стена Цоя» в Минске
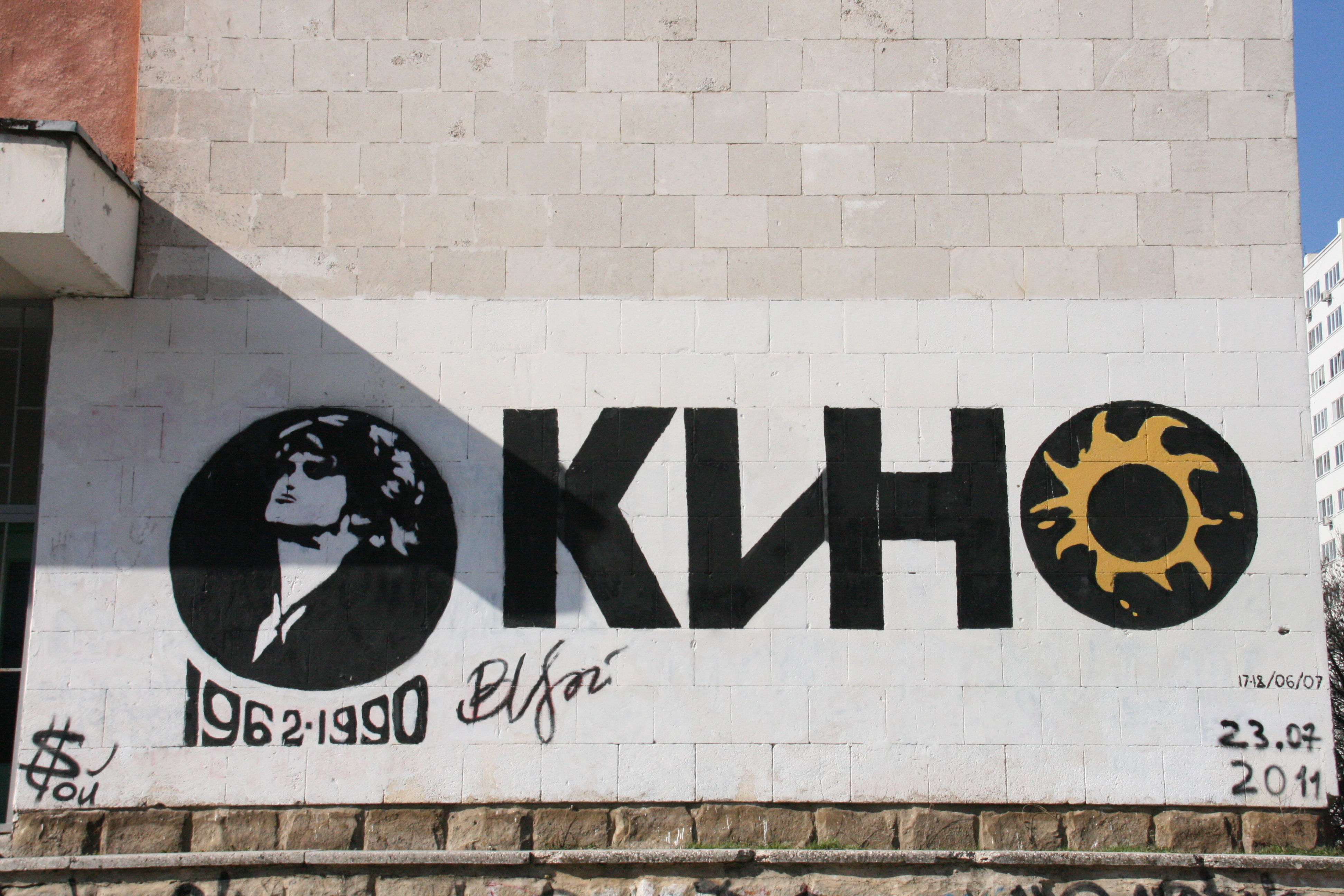
«Стена Цоя» в Кишинёве

#### Котельная-музей «Камчатка»

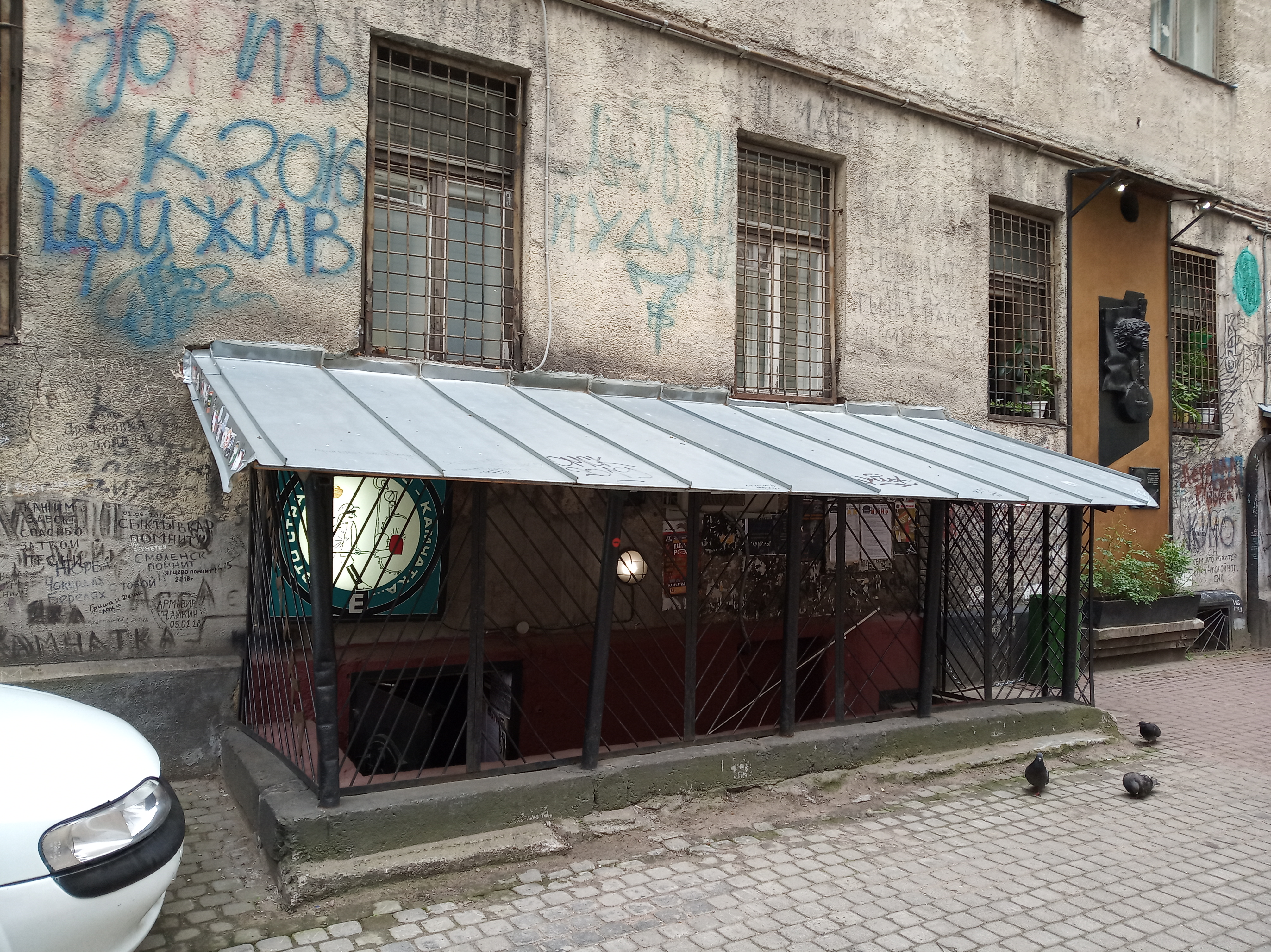
Вход в котельную-музей «Камчатка»

«Камчатка» — бывшая котельная в Санкт-Петербурге по адресу улица Блохина, дом 15, известная тем, что Виктор Цой работал там кочегаром с 1986 по 1988 год. Она стала одним из важнейших мест, связанных с памятью о музыканте. Именно здесь группа «Кино» репетировала, здесь же проходили концерты начинающих и уже известных ленинградских рок-музыкантов. В отличие от открытой для туристов московской «стены Цоя», котельная «Камчатка» всегда была расположена вдали от туристических маршрутов. Название этого места полностью соответствует его географическому прообразу — удалённому, труднодоступному полуострову «на краю земли». Удалённость долгие годы делала котельную одним из наиболее закрытых для внешних посетителей «мест Цоя».
В 2003 году котельная «Камчатка» стала единственным местом памяти Цоя, где открылся бесплатный клуб-музей, посвящённый памяти музыканта, группе «Кино» и «Ленинградскому рок-клубу» в целом. Зал клуба вмещает несколько выставок с пластинками «Кино» и других ленинградских рок-групп; там можно увидеть и некоторые личные вещи Цоя (как, например, его рабочую куртку, гитару, ведомость о заработной плате и рисунки), а также множество его фотографий. Время от времени в клубе выступают молодые музыканты с кавер-версиями песен «Кино».
В 2006 году городские власти собирались снести здание, где располагается «Камчатка», а на его месте открыть гостиницу, тогда поклонники группы «Кино» через интернет организовали митинг и сбор подписей против сноса, в итоге чего было принято решение расселить жильцов и после ремонта открыть гостиницу, но сам музей в здании оставить.

#### Улицы
В России существует 14 улиц, названных именем Виктора Цоя. Они находятся в городах Арзамас (Нижегородская область), Ноябрьск (Ямало-Ненецкий автономный округ), Анадырь (Чукотский автономный округ), Артём (Приморский край) и Копейск (Челябинская область); в посёлках Малое Исаково (Калининградская область), Даровской (Кировская область), Володарский (Астраханская область) и Золотари (Волгоградская область); в сёлах Цемдолина (Краснодарский край), Зензели (Астраханская область), Косулино (Свердловская область), в селе Акъяр (Республика Башкорторстан) и в деревне Азьмушкино (Татарстан).

Серебряная монета Банка России номиналом 3 рубля. Творчество Виктора Цоя. 2023 год

#### Скверы
Также в России есть два сквера Виктора Цоя:
- Сквер Виктора Цоя, расположенный в Петроградском районе Санкт-Петербурга около котельной «Камчатка»;
- Сквер имени Виктора Цоя, расположенный в Красноярске, в районе пересечения Свободного проспекта и улицы Годенко; там же установлен камень, на котором изображён музыкант[234].

### Предметы и объекты, посвящённые Цою

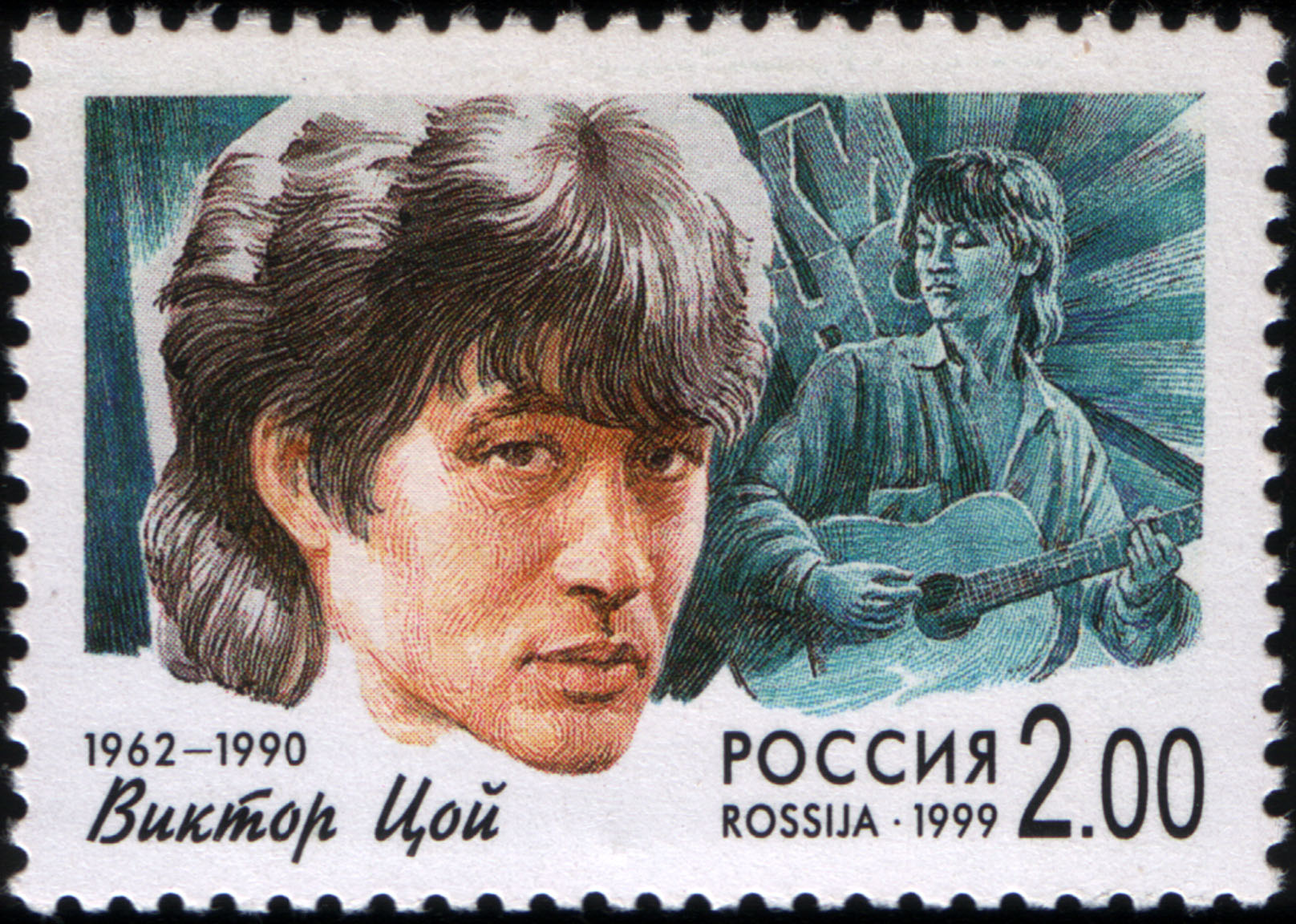
Виктор Цой на почтовой марке России, 1999

- Имя Виктора Цоя носит астероид № 2740[110].
- В 2012 году была выпущена монета номиналом 10 долларов Фиджи, посвящённая Цою[235].
- Осенью 2019 года российский учёный Тюменского государственного университета Сергей Ермилов обнаружил и описал новый вид панцирных клещей рода Trachyoribates; вид был обнаружен в Малайзии. Будучи поклонником группы «Кино», Ермилов назвал этот вид Trachyoribates viktortsoii[236].
- 18 июля 2023 года Банк России выпустил памятную монету «Творчество Виктора Цоя». Монета изготовлена из серебра 925-й пробы, номинал — 3 рубля, тираж — 5 тысяч экземпляров[237].
- 21 июня 2024 года в день рождения Виктора, на месте драки его героя Моро из фильма «Игла» (1988) — во дворе дома по адресу г. Алма-Ата, ул. Желтоксан 121, открылся арт-объект. На объекте установлены скамейки, уложена брусчатка, нанесены граффити, а также галерея стоп-кадров и стенд о фильме[238].

#### Вфилателииинумизматике
- В 1999 году была выпущена почтовая марка России, посвящённая Цою[239].
- 14 августа 2020 года «Почтой Донбасса» был выпущен почтовый блок ДНР «Цой жив», из двух марок «Звезда по имени Солнце» и «Виктор Цой», посвящённый Цою и группе «Кино»[240].
- 18 июля 2023 года Банк России выпустил памятную серебряную монету номиналом 3 рубля, посвящённую Виктору Цою[241].

## Отражение в культуре

### «Киномания»

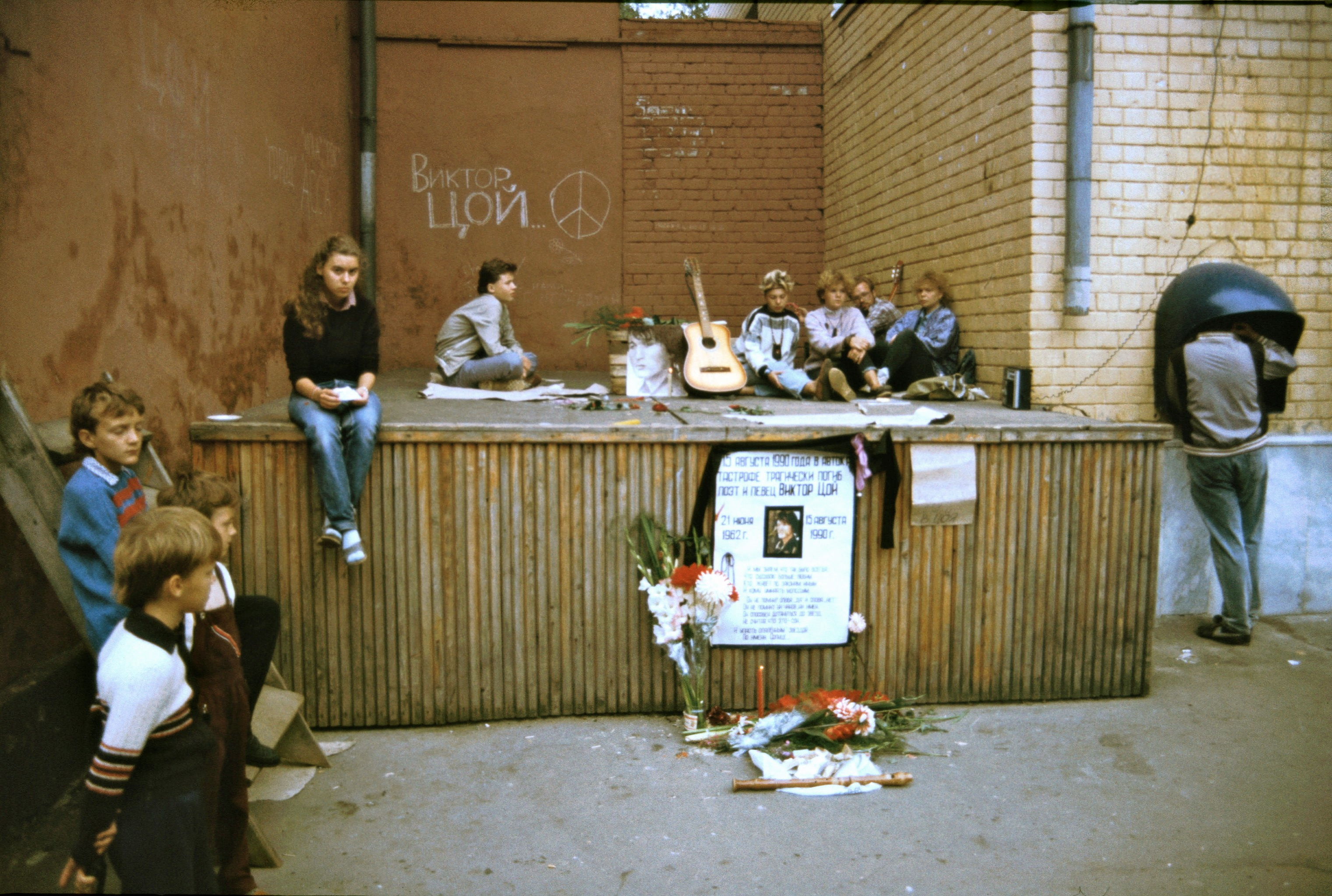
Спонтанная траурная церемония после смерти Цоя. Ленинград, 17 августа 1990 года

Группа «Кино» и в частности Виктор Цой благодаря многократному переосмысливанию творчества группы и многократным отсылкам к ней в современной культуре сегодня имеют культовый статус. «Места Цоя», возникшие после его внезапной смерти, сегодня хранят память о нём и поддерживаются множеством людей. В настоящее время поклонники «Кино» и Цоя — это не только поколение 1980-х годов, заставшее перестройку, но и поколение молодых людей, для которых эти события уже ушли в историю. Группа популярна не только сама по себе, но и как важнейшая часть русского рока.
Личность и творчество Цоя ещё при его жизни породили феномен так называемой «киномании», которую можно рассматривать как целую субкультуру. «Киноманы» являются не просто ярыми поклонниками творчества Виктора Робертовича, но и стремятся подражать его мимике, речи, стилю одежды (одеваясь во всё чёрное) и жизни, тем самым делая музыканта буквально своим духовным наставником. Благодаря этому феномену место захоронения музыканта на Богословском кладбище и котельная «Камчатка», где он когда-то работал, стали местами «паломничества» поклонников творчества группы «Кино». Порой люди начинают не просто подражать Цою, а буквально пытаются провести «реинкарнацию» — заместить свою личность личностью музыканта и стать его двойником; примером такого поведения может служить живущий в Бостоне и пишущий песни в стиле группы «Кино» музыкант Сергей Кузьменко.
Высказывание одного из «киноманов» — поклонников творчества группы «Кино», подтверждающее, что поклонники видят Виктора Цоя именно как своего духовного учителя:
Мы живём так, как этому он нас учил — как жил сам.
Сам же Виктор при жизни к этому явлению относился отрицательно; известно следующее его высказывание:
Я пожелал бы поклонникам не делать из нас кумиров, и пусть относятся к нам, как к нормальным людям… И ещё — не принимать наши песни как истину в последней инстанции. Это всего-навсего песни, написанные на тексты одного человека, который может ошибаться.
Творчество Цоя повлияло и продолжает влиять на становление многих молодых коллективов. Знавшие Виктора Робертовича лично или являющиеся поклонниками его творчества музыканты многократно выражали своё уважение к нему как словами в интервью, так и в своём творчестве — хорошим примером этого служит проект «КИНОпробы».

### В литературе
Алексей Машевский в своей стихотворной строчке «Попадёшь на шабаш к битлам и Цою!» ставит музыканта рядом с группой «Битлз», представляя их как наиболее характерные проявления несимпатичной ему новейшей рок-культуры. Таким же воплощением деградации культуры выступает Цой в стихотворении Дмитрия Сухарева «Цой с вами».
В стихотворении Татьяны Щербины, которое было написано в 1988 году, Цой изображён как герой и символ времени:
Он поёт в микрофон, как в цветок.— «Зигфрид» из ПТУ

#### Биографические книги о Цое
- Алексей Рыбин — «Кино с самого начала» (1991), «Кино с самого начала и до самого конца» (2001)[250].
- Марьяна Цой — «Точка отсчёта» (1991).
- Александр Житинский — «Цой Forever» (2013)[251].
- В январе 2015 года в серии «Жизнь замечательных людей» вышла книга Виталия Калгина под названием «Виктор Цой»[252][253]. «Музыкальная правда» подчеркнула, что это «первая биография отечественного рок-музыканта в серии книг ЖЗЛ, и первая адекватная биография Цоя»[254], а «Коммерсантъ» отметил, что на основе текста книги «легко сделать качественный веб-сайт „Кино“ с инфографикой»[255][256].
- Джоанна Стингрей — «Виктор Цой. Последний герой. История» (2022)[257][258].

#### Виктор Цой в художественной литературе
- Цой является главным героем книги Александра Долгова «Цой. Чёрный квадрат» (2011), написанной в жанре альтернативной истории, и сюжетообразующим персонажем книги того же автора «Спасти Цоя, или Клуб путешественников во времени» (2020), написанной в жанре хронофантастики[259][260].

### В музыке
- Игорь Тальков — песня «Памяти Виктора Цоя»[261].
- «Красная плесень» — альбом «Памяти Виктора Цоя»[262].

#### Трибьюты памяти Виктора Цоя
- «Виктор Цой „50“. Симфоническое КИНО» — концерт, состоявшийся в Санкт-Петербурге на сцене БКЗ «Октябрьский». Песни Виктора Цоя прозвучали в исполнении симфонического оркестра Государственного Эрмитажа, а солировал на гитаре гитарист группы «Кино» Юрий Каспарян. На этом концерте выступили иностранные музыканты, создавшие свои версии песен группы, — американо-испанская группа «Brazzaville» и французский певец Жан Люк Дебузи, записавший несколько песен Виктора Цоя на французском языке совместно с гитаристом Романом Мирошниченко. В концерте также приняла участие группа памяти Виктора Цоя — «Виктор»[263].
- «КИНОпробы» — трибьют рокеров России, вышедший в 2000 году. Такие рок-группы и рок-звёзды, как «Мумий Тролль», «НАИВ», Земфира, Михей и Джуманджи, Вячеслав Бутусов, «Король и Шут», «Мультfильмы», «Пикник», исполнили кавер-версии песен Виктора Цоя[264].
- «День рождения Виктора Цоя» — концертный альбом, посвящённый 40-летию со дня рождения Цоя[265].
- «КИНОпробы. Рэп-трибьют» — трибьют русских рэп-исполнителей, вышедший в 2010 году. Песни рэперов представляют собой рэп-читку под припев Виктора Цоя. В записи альбома поучаствовали группы «CENTR», «Многоточие», «25/17», «Легенды Про…», а также «Noize MC», «Dino MC47» и «ST1M»[266].
- «Мы вышли из Кино» — трибьют-альбом, приуроченный к 55-летию Виктора Цоя и выпущенный в июне 2017 года[267].

### В театре
- 2021 — спектакль «Живой»; режиссёр — Виктор Рыжаков. Театр «Современник»[268].

### Выставки
- 2020 — «Цой. Не кончится лето» (KGallery)[269][270][271], приурочена была к 30-летней годовщине гибели музыканта[272].
- 2022 — «Виктор Цой. Путь героя» (Манеж)[273].
- 2024, 2025 — «Виктор Цой. Легенда» (Севкабель Порт)[274][275].

«Открыть кумира по-новому» — такова была объявленная цель. Более трёхсот экспонатов (среди которых 76 картин музыканта, многие из которых экспонировались впервые и знаменитая «банка с супом»), предоставленных правообладателями, разместились в 11 залах, выстроенных в Манеже на площади 3 тыс. м². «Это практически всё материальное, вещественное, оригинальное и аутентичное, что осталось в этот мире от Цоя», — прокомментировал куратор выставки (названной «невероятной по масштабу») Дмитрий Мишенин.
Борис Барабанов отметил:
В экспозиции «Виктор Цой. Путь героя» очень многое принадлежит Разлоговой или связано с её именем.
Архивы предоставили также Джоанна Стингрей и Рашид Нугманов.